# Everton de Viña del Mar
Everton de Viña del Mar es una institución deportiva de Chile radicada en la ciudad de Viña del Mar, en la Región de Valparaíso. Actualmente milita en la Liga de Primera de Chile. El 1 de julio de 2024, el club es declarado Patrimonio Intangible de la Ciudad. 
Fue fundado el 24 de junio de 1909 en Valparaíso por un grupo de jóvenes adolescentes liderados por David Foxley. El origen de su nombre fue tomado en honor al Everton Football Club, con sede en Liverpool, tras la gira que hicieron los británicos por Argentina en aquellos años.
A lo largo de su historia, el club ha incursionado en distintas disciplinas deportivas, no obstante, su actividad principal a nivel profesional ha sido el fútbol desde que se incorporase a la Primera División de Chile en 1944. A partir de la transición Corporación Deportiva a Sociedad Anónima, el club abandonó definitivamente las otras ramas deportivas, para dedicarse exclusivamente al fútbol rentado.
Comenzó formalmente su actividad futbolística en 1912, como parte de la Liga de Valparaíso de la Asociación de Football de Chile (denominación que adquirió la Football Association of Chile ese mismo año), en dicha asociación participó hasta 1943. No obstante, se debe señalar que a lo largo de estos años el club cesó sus actividades en dos ocasiones. Durante este período obtuvo los campeonatos locales de 1928 y 1931.
En 1944 Everton se incorporó definitivamente a los torneos nacionales de la Asociación Central de Fútbol (ANFP desde 1987), donde es el segundo equipo con más títulos nacionales de Primera División fuera de la ciudad de Santiago con 4 títulos, solo superado por Cobreloa de la ciudad de Calama.
Con 4 títulos nacionales obtenidos en 1950, 1952, 1976 y 2008, 1 Copa Chile (1984) y 1 título de Primera B (2003), es uno de los equipos más laureados del país. Entre sus títulos profesionales también se encuentra 1 Campeonato de Apertura de la Segunda División (1982) y 1 torneo de la Asociación de Viña del Mar (1944), este último obtenido bajo el nombre de Everton Royal, equipo alternativo de la institución.
En su época amateur destacan la obtención de 2 torneos correspondientes a la Liga de Valparaíso. Además cabe mencionar que el club se encuentra séptimo en la tabla histórica del fútbol nacional, siendo el club de provincia mejor posicionado.
Ejerce de local en el mundialista Estadio Sausalito, que posee una capacidad de 23 423 espectadores. Este se ubica en el viñamarino barrio de Santa Inés, a pocos metros del plan moderno de la ciudad y sus centros comerciales, además su centro deportivo (CDE) se encuentra en Reñaca Alto. Su rival tradicional es Santiago Wanderers, con el cual juega el «Clásico Porteño».
El 6 de junio de 2016, el conglomerado empresarial mexicano Grupo Pachuca confirmó la adquisición del 80 % de las acciones del club. En 2019, Grupo Pachuca confirmó la adquisición total del club pasando a ser el club Everton de Viña del Mar parte del grupo.
A partir de 2020, el club tiene una alianza estratégica con el Everton Football Club, equipo que milita en la Premier League.

## Historia

### Fundación y primeros años

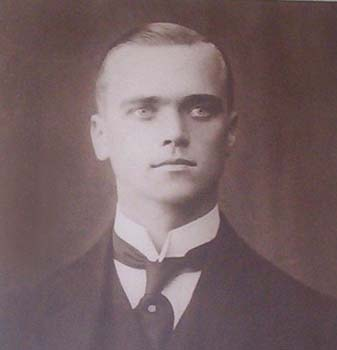
David Foxley, fundador de Everton.

El 24 de junio de 1909, un grupo de jóvenes adolescentes encabezados por David Foxley se reunieron en la casa familiar de este último, ubicada en el cerro Alegre de Valparaíso, para fundar una institución denominada «Everton Football Club». La elección del nombre fue en honor al club homónimo de la ciudad de Liverpool, Inglaterra, que estaba de gira por Argentina junto al Tottenham Hotspur. Según la prensa local, habían gestiones para poder traer a ambos equipos a Chile, propuesta que ambas instituciones inglesas rechazaron.
En el mismo día de su fundación el grupo eligió a su primer directorio, con Frank Boundy como presidente. El primer encuentro de Everton llegó el 29 de junio, en el cual se inclinó por 0-1 frente al Graphie. Durante los primeros meses de vida de la institución disputaron varios amistosos más, casi con las mismas formaciones, ya que no incorporaron nuevos socios.
A comienzos de 1912 los directivos del club decidieron iniciar las gestiones para ingresar a la Liga Valparaíso de la Asociación de Football de Chile. Esta organización admitió a Everton a la Tercera División de la Liga el 27 de marzo. Ese mismo día el club reformó sus estatutos para permitir el ingreso de nuevas personas ajenas a los fundadores, ya sea como socios o jugadores, lo que facilitó la conformación de un segundo equipo.

### Años 1910: Primeros pasos

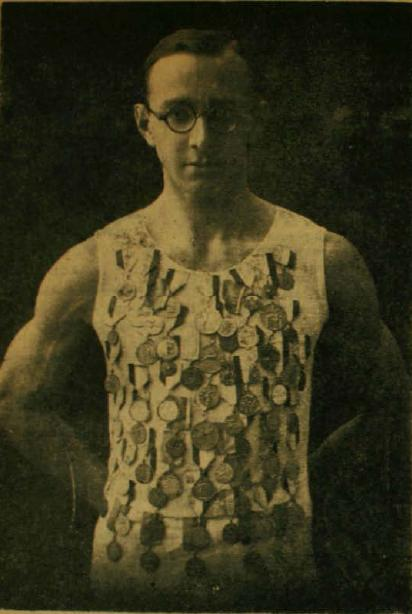
Harald Rosenqvist, destacado atleta y futbolista en los primeros años de Everton; campeón sudamericano en 1919 y 1920.

Everton debutó de manera oficial en la Tercera División de la Liga de Valparaíso el 21 de abril de 1912 frente a Gold Cross III, club ante el que cayó por 0 a 4, lo que supuso su eliminación del torneo. Durante los años 1913 y 1914, Everton solo realizó campañas irregulares, retirándose incluso antes de finalizar todos sus compromisos oficiales en dichos certámenes. Sin embargo, al año siguiente, gracias a la incorporación de varios jugadores provenientes del Badminton F. C., Everton consiguió mejorar sus resultados en las competencias locales, alcanzando la final de la Copa Sporting, en la que fue derrotado por el tercer equipo de Santiago Wanderers por 3 tantos a 0 el 29 de agosto. Ese año además el club adoptó un nuevo uniforme, consistente en camiseta granate con mangas azules y pantalón blanco.
Tras sus buenas actuaciones, en 1916 Everton fue autorizado por la Asociación Atlética y de Football de Valparaíso para inscribir un equipo en la Primera División de Liga de Valparaíso, al que se sumaron un segundo y tercer equipo en las categorías de ascenso, conformados principalmente por jugadores del plantel de reserva del club, que se venía desempeñando desde 1914 en la Segunda División de la Liga de Viña del Mar. En Primera División, Everton debutó con empate 1 a 1 ante el Chacabuco F.C. el 16 de abril de 1916. Durante dicha temporada, el plantel estelar del club estuvo compuesto por René Balbontín en portería; Kitchner y Oyanedel; David Christie, Necochea y Ives Beke como mediocampistas y los delanteros Beede, Gustavo Villar, A. Christie, Wallace y Harald Rosenqvist.
En sus primeras temporadas en la máxima categoría de la Liga de Valparaíso, Everton no consiguió realizar buenas presentaciones, destacando únicamente las victorias sobre el campeón La Cruz F.C. por 3 a 1 el 22 de abril de 1917 y sobre Santiago Wanderers por la Copa Sporting por 4 a 3 el 29 de julio, en un año marcado por la trágedia que significó la muerte de dos de los miembros fundadores de la institución, Malcolm Fraser y Frank Boundy, quienes habían partido a defender a Inglaterra en la Primera Guerra Mundial. Adicionalmente, pese a la mala campaña realizada por Everton en 1918 tras el traspaso del portero René Balbontín a Santiago Badminton de la capital, Beke, McCauwly y Lewin se convirtieron en los primeros jugadores del club en ser convocados a la Selección de Fútbol de Valparaíso.
Por contrapartida, durante estos años destacó de sobremanera la rama de atletismo del club, fundada en 1911 y que tuvo en Harald Rosenqvist, campeón sudamericano en 1919 y 1920, a una de sus principales figuras. Entre otros logros, el atletismo de la institución se adjudicó durante tres años consecutivos el campeonato de la IV Zona, así como la Olimpiada Atlética Nacional en 1923 y el campeonato interciudades de Santiago en 1913. Debido a lo anterior, además de las buenas actuaciones de la rama de tenis en los distintos torneos locales, en 1919 la institución decidió cambiar su razón social a Club de Deportes Everton de Valparaíso.

### Años 1920: Consolidación

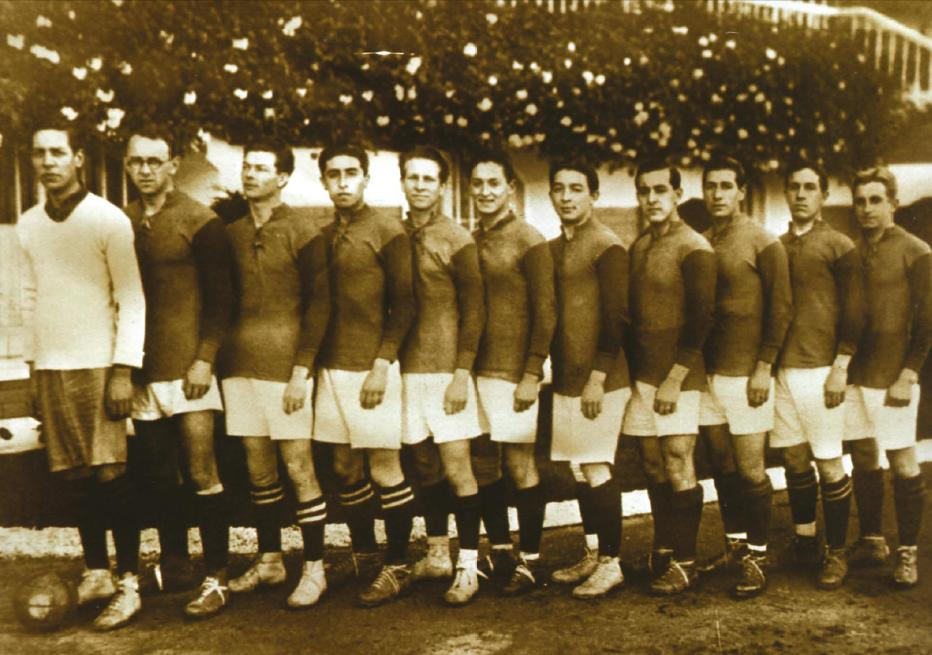
Plantel de Everton en 1922.

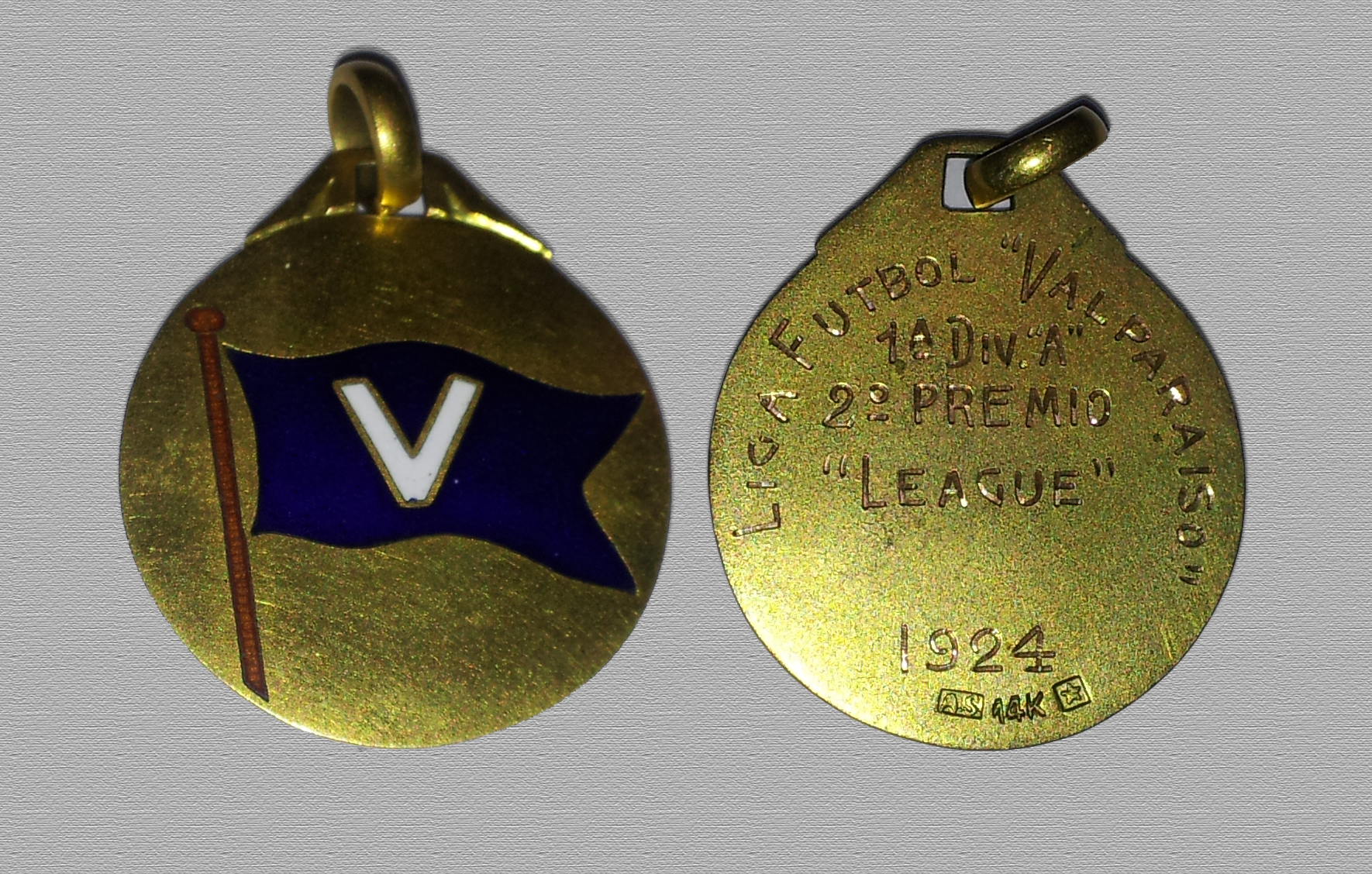
Frente y reverso de la medalla entregado por el segundo lugar en la final de la liga de Valparaíso en 1924. Esta es la medalla de Carlos García Tello.

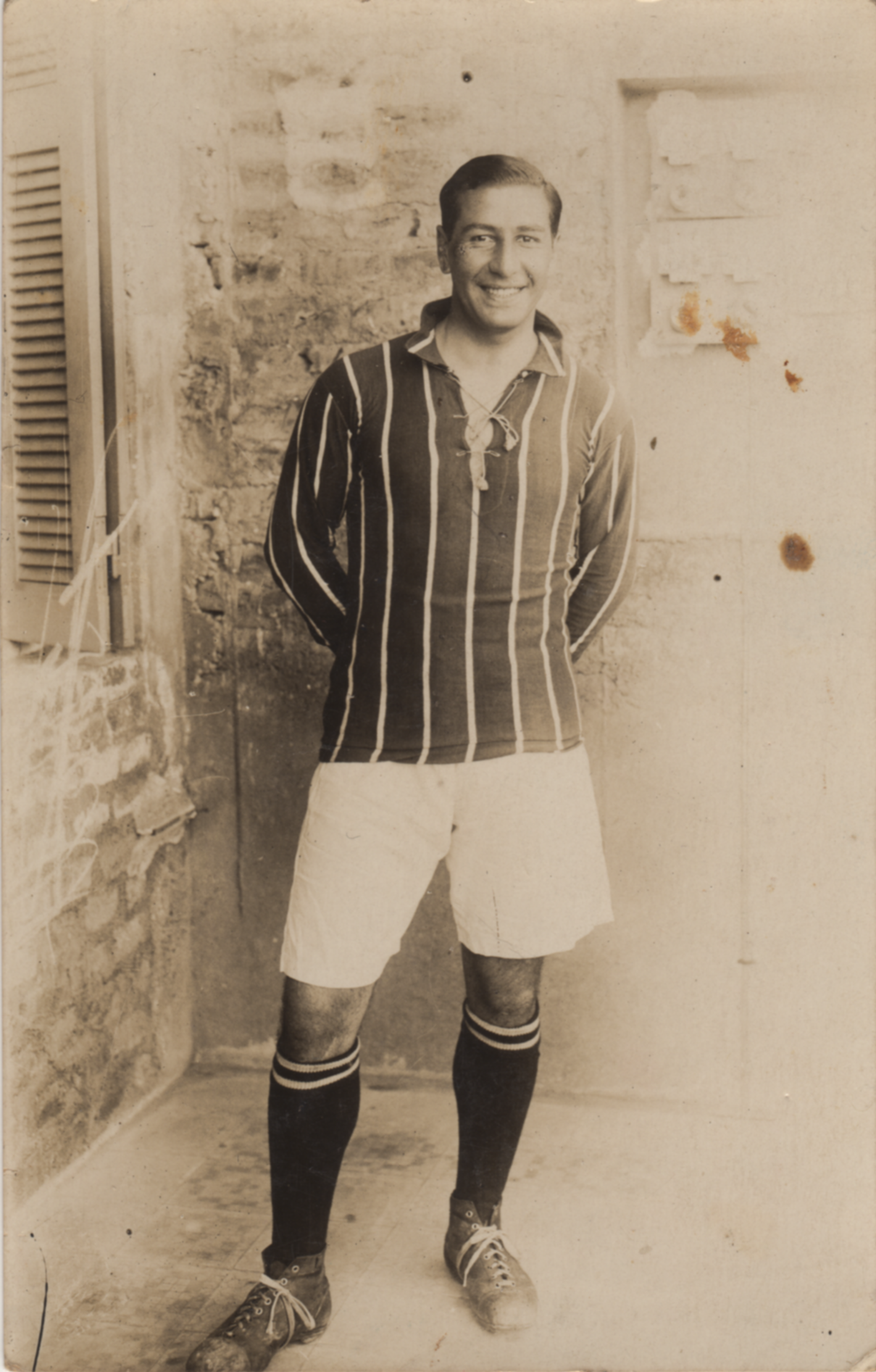
Carlos "Chaleco" García en 1926.

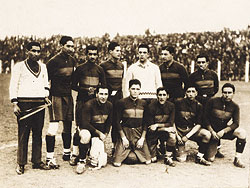
Everton en 1929.

El 23 de abril de 1922, el gobierno de Arturo Alessandri tuvo a bien aprobar los estatutos del club, y le concedió personalidad jurídica.
A fin de solucionar los malos resultados que la rama de fútbol arrastraba desde varias temporadas atrás, en 1923, y tras alcanzar la final de la Copa Sporting de ese año, la dirigencia del club decidió someter al plantel a un estricto régimen de entrenamiento en los terrenos de la Escuela Naval de Valparaíso. Adicionalmente, fueron contratados como refuerzos para la temporada 1924 el arquero Berndt, los hermanos Dámaso e Hipólito Orellana, así como los delanteros Elissetche y Carlos "Chaleco" García Tello. En el campeonato de Primera División de la Liga de Valparaíso de 1924, Everton alcanzó el subcampeonato de la principal competencia del fútbol porteño, luego de caer frente a La Cruz F.C. en doble partido de definición por el título; 1 a 1 el 5 de octubre, encuentro suspendido en el minuto 135' del tercer tiempo suplementario a causa de la falta de luz, y 1 a 2 el 19 de octubre. Dadas sus buenas actuaciones durante la temporada 1924, el club fue invitado a participar en la Copa Marchesini, certamen disputado de manera previa a la Liga de Valparaíso y que agrupaba a los principales clubes de la ciudad.
Por otro lado, el 18 de junio de 1925, Everton disputó el primer compromiso internacional de su historia al enfrentar al combinado de la Asociación Amateurs de Argentina, ante el que cayó por 0 a 5. En tanto que en torneo oficial de la Liga de Valparaíso, el club finalizó nuevamente en la segunda ubicación por detrás de La Cruz, resultado que, tras la suspensión del certamen en 1926, repitió en la temporada 1927, esta vez tras caer en la última fecha de la competencia por 2 a 3 ante Valparaíso Ferroviarios.
En 1928, bajo la conducción de Iván Beke, quien era asesorado en su función como entrenador por el argentino José Luis Boffi, Everton alcanzó el primera campeonato oficial en su historia, luego de empatar 2 a 2 frente a Gold Cross en la última fecha del torneo de Primera División de la Liga de Valparaíso el 7 de octubre de 1928. Al año siguiente, el club no consiguió repetir el título, finalizando en la segunda ubicación por detrás de La Cruz, pese a la llegada de Aurelio Domínguez y Conrado Welsh.

### Años 1930: Segundo título y receso
A comienzos de los años 1930, la institución comenzó a dedicarse casi exclusivamente al fútbol, dejando de lado las demás actividades deportivas, tales como el tenis o el atletismo. Esta situación provocó el malestar de los socios más antiguos del club, quienes encabezados por Rosenqvist y Foxley, publicaron una carta abierta en la que expresaron una serie de quejas en contra de la administración de Iván Beke, siendo en definitiva expulsados de la institución por la dirigencia presidida por este último en 1930. En el plano deportivo en tanto, Everton realizó una de sus peores presentaciones en el torneo de la Liga de Valparaíso, disputando 8 encuentros con 37,5 % de rendimiento.
Pese a los problemas institucionales, en 1931 Everton se consagró nuevamente campeón de la Primera División de la Liga de Valparaíso, después de superar en partido de definición a Deportivo Las Zorras por 2 a 0 el 15 de agosto de 1931. Sin embargo, la temporada siguiente la situación económica del club se hizo insostenible, repercutiendo fuertemente en el aspecto deportivo, luego de que, a fin de reducir los gastos de la institución, se eliminaron los incentivos económicos que se pagaban a los miembros del primer equipo, lo que derivó en la partida de varios futbolistas a Sportiva Italiana. Finalmente, Everton se retiró tres fechas antes de finalizar el campeonato, cuando acumulaba un rendimiento del 16,67 %.
Incluso con las dificultades financieras de club, Everton tuvo un buen inicio en la temporada 1933, principalmente gracias a las incorporaciones de Jaramillo, Aranda, y Ampuero, todos provenientes de Magallanes de Santiago. No obstante, el club Unión Española de Valparaíso denunció una serie de irregularidades cometidas por Everton en el encuentro disputado entre ambos equipos el 9 de julio de 1933, que finalizó con marcador de 5 a 2, amenazando incluso con retirarse del torneo si el resultado no era revertido y Everton castigado por la Asociación. Ante esta situación, la Liga de Valparaíso decidió acoger el reclamo presentado por Unión Española, lo que provocó una fuerte molestia en el directorio de Everton, que decidió el 8 de agosto desafiliar al club de la Liga de Valparaíso a fin de integrarse a la Asociación de Fútbol de Viña del Mar. Sin embargo, dicho cambio contradecía los reglamentos de la Federación de Football de Chile, que señalaban que los club debían afiliarse a la asociación de la ciudad en donde obtuvieron su personalidad jurídica, por lo que Everton debía permanecer en la Liga de Valparaíso. Pese a la disposición de la federación, el 20 de diciembre de 1933 los socios del club rechazaron por amplia mayoría volver a la Liga de Valparaíso, decisión que fue ratificada el 6 de enero de 1934. Durante este período, la institución continuó con sus actividades de forma intermitente tanto en el atletismo como en el básquetbol, hasta ser desafiliado definitivamente por la Asociación de Atletismo y Football de Valparaíso el 31 de marzo de 1935.
En 1936 Everton reanudó sus actividades gracias al esfuerzo de, entre otros, Ives Beke, Víctor Bolocco, Roberto Loyola y Luis Izarnótegui, este último escogido como presidente de la institución. Asimismo, recibió el apoyo de Santiago Wanderers, club que amenazó con retirarse de la asociación si no se aceptaba la profesionalización del torneo propuesta por la directiva de Everton. Finalmente, fue creada la Asociación Porteña de Football, segunda entidad profesional constituida en el país, en la que Everton debutó enfrentando a Santiago Wanderers el 26 de abril de 1936. Sin embargo, a las pocas fechas de iniciado el torneo, parte del plantel del primer equipo del club, que estaba conformado por ocho futbolistas de nacionalidad peruana, además de un argentino, inició una huelga ante las deudas que la institución mantenía con los jugadores, situación que derivó en que Everton se declarara nuevamente en receso en 1937.

### Años 1940: Ingreso al profesionalismo

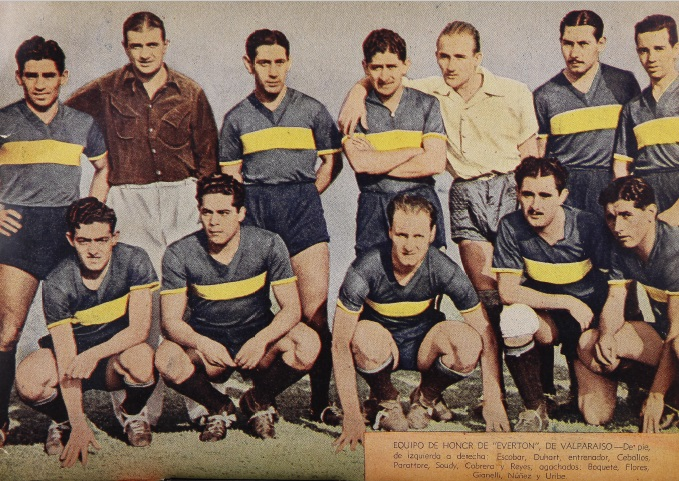
Equipo de Everton en 1943. Previo al ingreso al profesionalismo

El receso del club se prolongó hasta 1942, reanudando sus actividades futbolísticas el 1 de octubre de ese año frente a Deportivo Municipal de Perú. El plantel de Everton estuvo conformado por Soudy, Briceño, Astorga, Guerrero, Ceballos, Parattore, Cortés, Reyes, Muñoz, Núñez, Uribe, Albadiz, Sánchez, Boquette, Gianelli y Flores, siendo dirigidos por el entrenador uruguayo Pedro Duharte. Entre finales de ese año y comienzos del siguiente, el club disputó una serie de encuentros amistoso, destacando los triunfos frente a Colo-Colo y Audax Italiano, así como el empate ante Peñarol de Uruguay.
Durante este período, la directiva de la institución comenzó con los trámites necesarios para trasladar formalmente a Everton a Viña del Mar, propósito que recibió el apoyo tanto de la Liga como de la Municipalidad de Viña del Mar. No obstante, la Asociación Porteña se opuso al proyecto, rechazando en primera instancia el traslado en sus reuniones del 15 de enero y 15 de marzo de 1943. Finalmente, ante las continuas peticiones de la directiva, la Asociación autorizó el traslado de Everton a Viña del Mar el 3 de julio de 1943, negando, sin embargo, la posibilidad al club de disputar sus encuentros amistosos en dicha ciudad, lo que reducía los ingresos de la institución de $100 000 a $33 000.
Tras su participación del torneo de la Asociación Porteña en 1943, el 7 de febrero de 1944 Everton, junto a Santiago Wanderers, fueron invitados a integrarse a la Asociación Central de Fútbol, solicitud que fue ratificada el 29 de febrero, después de que la ACF se comprometiera a pagar $3000 a ambos clubes por cada partido disputado en Santiago.
En su primera temporada en la ACF los resultados fueron discretos finalizando en la última posición sobre doce equipos. En los años posteriores, poco a poco el club fue escalando posiciones terminando noveno en 1945 y décimo en 1946.
En 1947 Everton realizó una mala campaña ubicándose último y con la peor defensa del torneo, sin embargo al año siguiente el club comenzó a crecer en el plano deportivo alcanzando el quinto puesto en 1948 y el séptimo en 1949, mientras que en el ámbito institucional compró la sede de Viana 161, además de ampliar el por entonces Estadio el Tranque (hoy Sausalito), estas obras se llevaron a cabo gracias a la emisión de bonos entre los socios, así como al apoyo del empresariado viñamarino incluyendo el Casino de Viña del Mar que apadrinó al club otorgándole el 0,03 % de sus ingresos, naciendo así su apodo de "ruleteros".
El año 1948 obtuvo el título de campeón en el Torneo de Reservas, con una campaña tildada de impresionante, en 22 partidos jugados convirtieron 90 goles, cuatro goles por jornada.

### Años 1950: primeros títulos nacionales

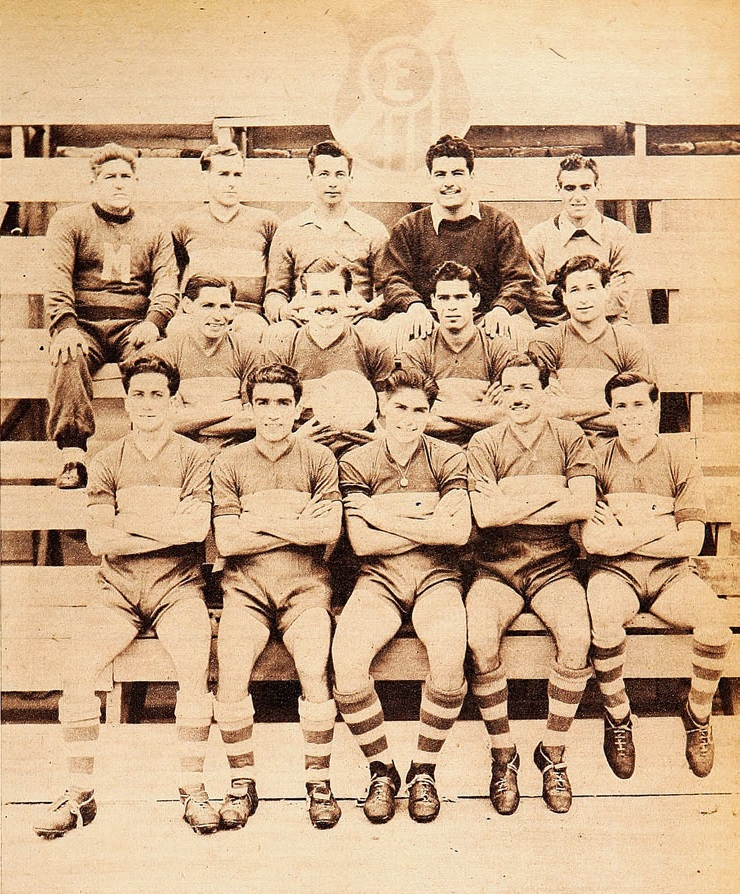
Plantel de Everton en 1950. Primer campeón de provincia en Chile

Tras la consolidación en el plano institucional, el club adoptó una política deportiva que consistió en fortalecer las categorías inferiores en lugar de adquirir jugadores extranjeros, de ahí que para 1950 el plantel estuviese conformado en gran parte por jugadores formados en el club más algunas incorporaciones tales como René Meléndez, Carlos Barraza, entre otros. Hacia mitad de temporada, si bien el plantel dirigido por el argentino Martín García cumplía una buena campaña aún se encontraba lejos del primer puesto. Sin embargo, tras una gran segunda rueda Everton logró alcanzar en puntos a Unión Española al vencerla en la penúltima fecha por 3 a 0, forzando de esta manera un partido de desempate, el cual se disputó el 14 de enero de 1951. Everton ganó por 1 a 0 con gol de René Meléndez ante 45 000 espectadores en el Estadio Nacional. De este modo Everton se transformó en el primer equipo no capitalino en ganar el título nacional. Dos años más tarde, el equipo ruletero, apodado así por el casino de Viña del Mar, repetiría la hazaña obteniendo el campeonato de 1952. 
Equipo campeón Everton 1950
| Alineación 4-3-3: Arquero: - Carlos Espinoza Defensores: - Juan García - Daniel Torres - Rogelio Lazcano - Salvador Biondi Mediocampistas: - Augusto Arenas - Fernando Hurtado - Enrique Ponce Delanteros: - René Meléndez - José María Lourido - Germán Baéz ENTRENADOR: - Martín García |  | Espinoza Biondi Lazcano García Torres Hurtado Meléndez Lourido Arenas Báez Ponce |
| Espinoza Biondi Lazcano García Torres Hurtado Meléndez Lourido Arenas Báez Ponce |  |                                                                                  |

Plantilla campeona
Carlos Espinoza, Juan García, Daniel Torres, René Meléndez, Salvador Biondi, Augusto Arenas, Enrique Ponce, José María Lourido, Germán Baéz, Fernando Hurtado, Rogelio Lazcano, Segundo Morales, Juan Pilonitis, Jorge Barraza, Rodolfo Bettega, Elías Cid, Sergio Álverez.
En 1951 se ubicó segundo en la primera parte del torneo por detrás de Audax Italiano, pero luego de una irregular segunda fase solo remató cuarto a cinco puntos del campeón. Al año siguiente, el club aún dirigido por Martín García nuevamente consiguió el campeonato de Primera División tras ganar por 4 a 0 a Audax Italiano a falta de dos fechas del término del torneo. En el plantel campeón destacaron nuevamente José María Lourido, Elías Cid, Augusto Arenas y René Meléndez, máximo anotador del campeonato con 30 tantos. En este periodo el club también obtuvo importantes triunfos sobre clubes internacionales, entre ellos el 5 a 0 a Independiente de Avellaneda.

### Segundo título
Equipo campeón Everton 1952
| Alineación 4-3-3: Arquero: - Carlos Espinoza Defensores: - Jorge Barraza - Daniel Torres - Adolfo Rodríguez - Salvador Biondi Mediocampistas: - Augusto Arenas - Sergio Álvarez - Elías Cid Delanteros: - René Meléndez - José María Lourido - Fernando Hurtado ENTRENADOR: - Martín García |  | Espinoza Biondi Rodríguez Barraza Torres Arenas Meléndez Lourido Álvarez Hurtado Cid |
| Espinoza Biondi Rodríguez Barraza Torres Arenas Meléndez Lourido Álvarez Hurtado Cid |  |                                                                                      |

Plantilla campeona

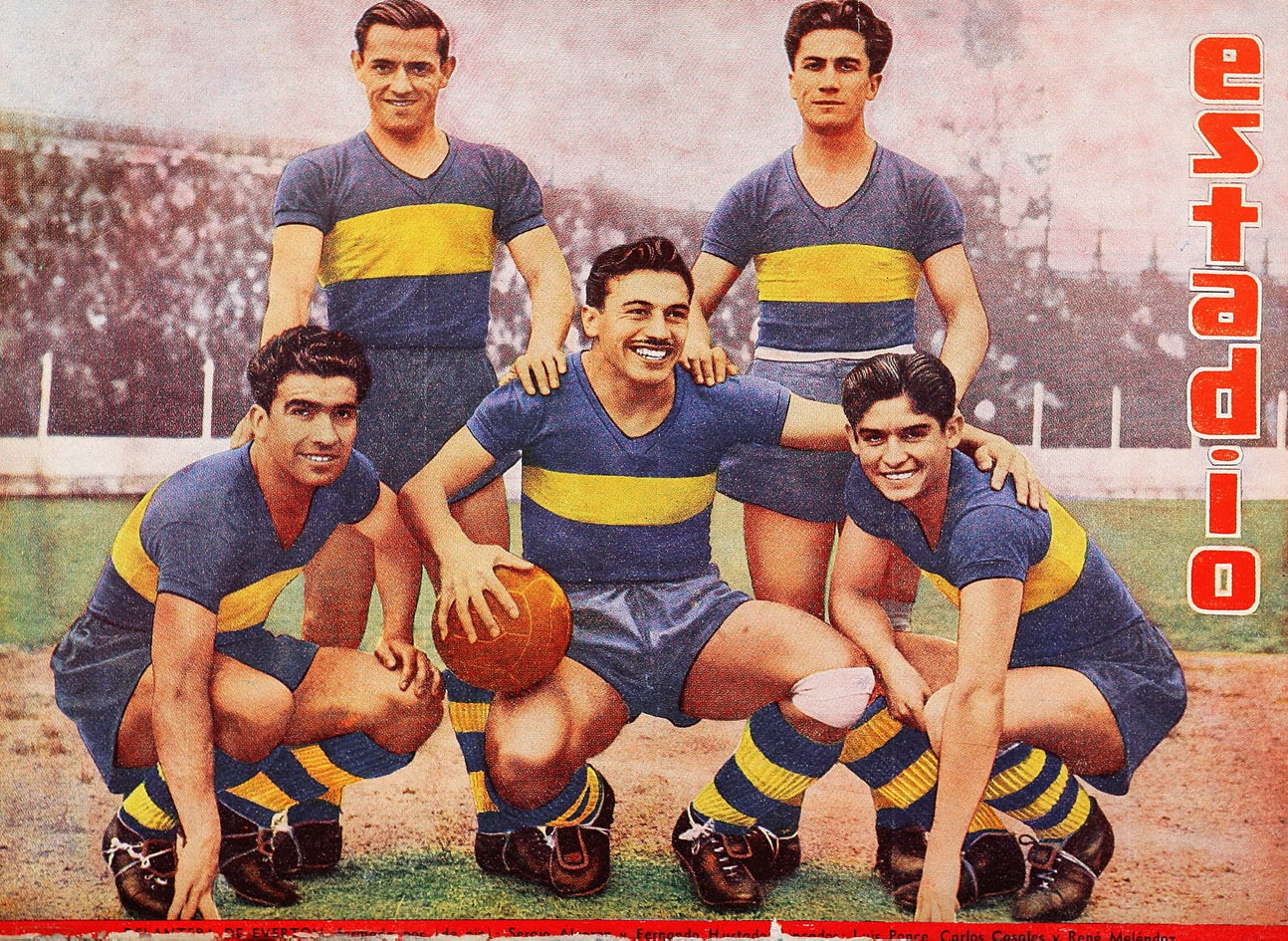
Álvarez, Hurtado, Ponce, Casales y Meléndez; puntales en el plantel del segundo campeonato de Everton

José María Lourido, Augusto Arenas, Carlos Espinoza, Adolfo Rodríguez, Daniel Torres, Salvador Biondi, René Meléndez, Sergio Álvarez, Jorge Barraza, Fernando Hurtado, Elías Cid, Enrique Ponce, Rogelio Lazcano, Samuel Astorga, Germán Báez, Jorge Arellano, Hugo Núñez.
Posteriormente a esta exitosa etapa el club comenzó a decaer en su rendimiento deportivo, finalizando cuarto en 1953 y décimo tercero en 1954, a solo tres puntos del descenso. Luego de un breve repunte en 1955, Everton únicamente ocupó posiciones secundarias terminando la década de los 1950 en un discreto octavo lugar.

### Años 1960: irregularidad

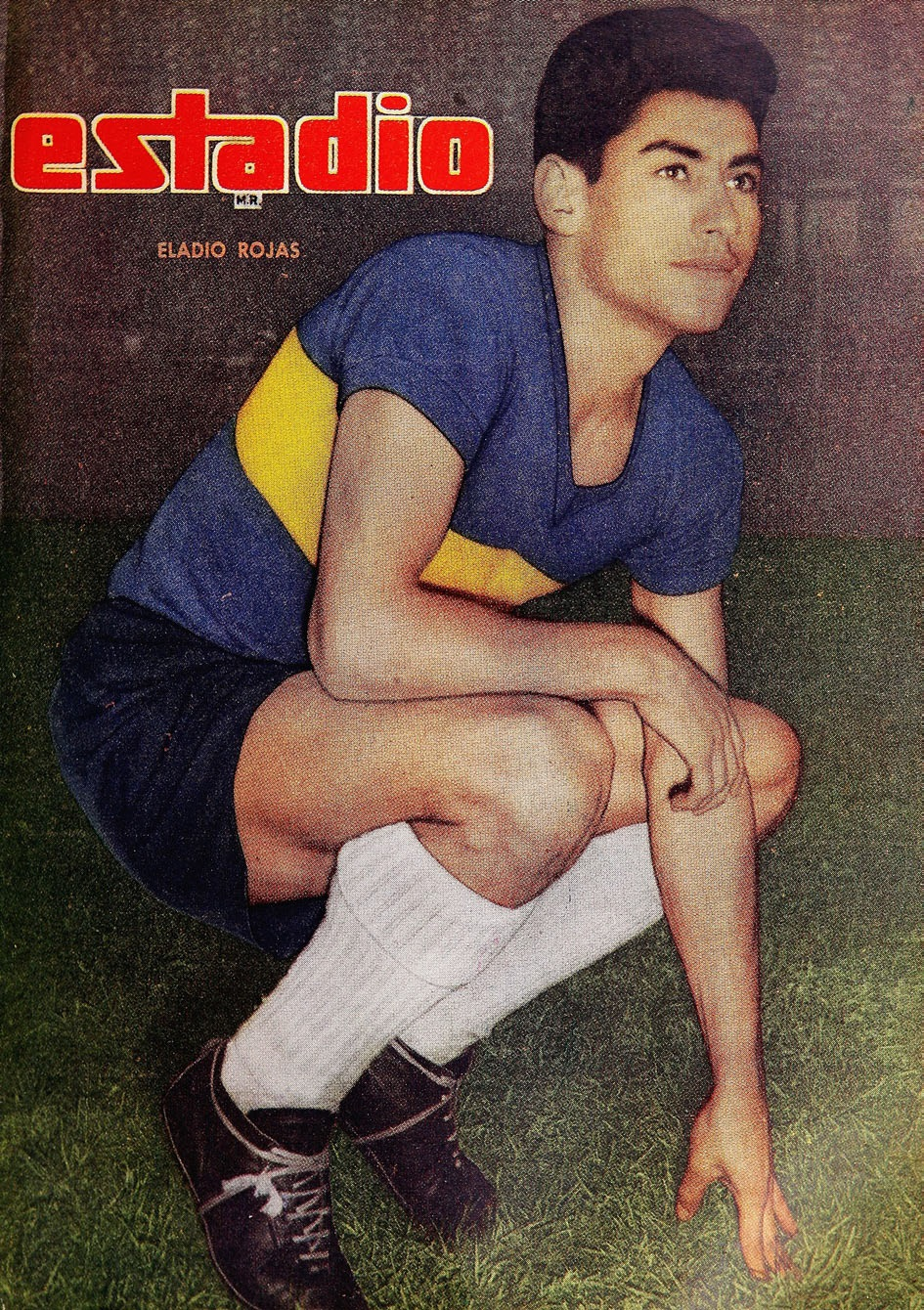
Eladio Rojas, ídolo de Everton y autor del gol de la selección nacional para el 3° lugar en el Mundial de 1962.

La década de 1960 comenzó de buena manera para el cuadro viñamarino alcanzando la cuarta posición en el campeonato nacional a solo cinco puntos del campeón. En los años posteriores Everton continuó realizando buenas campañas ubicándose quinto en 1961, sexto en 1963 y nuevamente quinto en 1965, contando además con buenas planteles, entre los que destacaron Eladio Rojas (autor del gol por el que Chile conquista el tercer lugar en la Copa Mundial de 1962) o Daniel Escudero, goleador del torneo en 1965 y goleador histórico del club.
Sin embargo en la segunda mitad de la década comenzó una serie de malos resultados motivados principalmente por una indudable crisis de popularidad y conducción directiva, que llevaron al club a ubicarse décimo cuarto en 1966 y 1967 finalizando en esta última a solo tres puntos del descendido San Luis de Quillota. El cambio de formato de la competición nacional no cambió esta tendencia terminando la década en la décima posición.

### Años 1970: el descenso, el ascenso tras 2 temporadas seguidas y un nuevo título
Sorprendentemente Everton consiguió arrancar la década de buena manera posicionándose sexto en el campeonato nacional, sin embargo en los años siguientes los problemas administrativos se hicieron insostenibles terminando el club en la décima sexta posición en 1971 y décimo octavo en 1972 con solo siete triunfos en treinta y cuatro partidos, consumando de esta manera su primer descenso.
En su primera campaña en el ascenso Everton, bajo la conducción técnica de José Pérez, se ubicó tercero por lo cual debió permanecer en la categoría de plata, la cual abandonó en 1974 con la llegada del entrenador Ramón Climent y tras derrotar en la última fecha a Ñublense obteniendo de este modo el subcampeonato de la por entonces segunda división (hoy Primera B).
En su regreso a primera división el club se ubicó undécimo, al año siguiente asumió como presidente del club Antonio Martínez Seguí quien con el apoyo del Casino de Viña del Mar, el cual puso a disposición del club distintos funcionarios, comenzó un plan de reestructuración del club. A principios de 1976 llegó a la banca del club Pedro Morales con quien Martínez mantenía contacto desde que este ejerciera como segundo entrenador de la selección chilena durante el mundial de Alemania 1974, asimismo llegaron gran cantidad de jugadores entre los que destacaron Leopoldo Vallejos, Jorge Américo Spedaletti y Mario Galindo, entre otros. Hacia mitad del campeonato Everton se posicionó en posiciones de avanzada, además de incorporar a Sergio Ahumada y José Luis Ceballos. Luego de una cerrada lucha en el último tramo del torneo con Unión Española, ambos clubes finalizaron el campeonato con idéntico puntaje por lo cual tal como ocurrió en 1950 debieron definir al campeón en dos partidos de definición, el primer encuentro terminó con marcador 0 a 0, finalmente Everton consiguió el título tras imponerse al conjunto hispano por 3 a 1 el 27 de noviembre de 1976 con anotaciones de Sergio Ahumada, Mario Salinas y José Luis Ceballos.
Equipo campeón Everton 1976

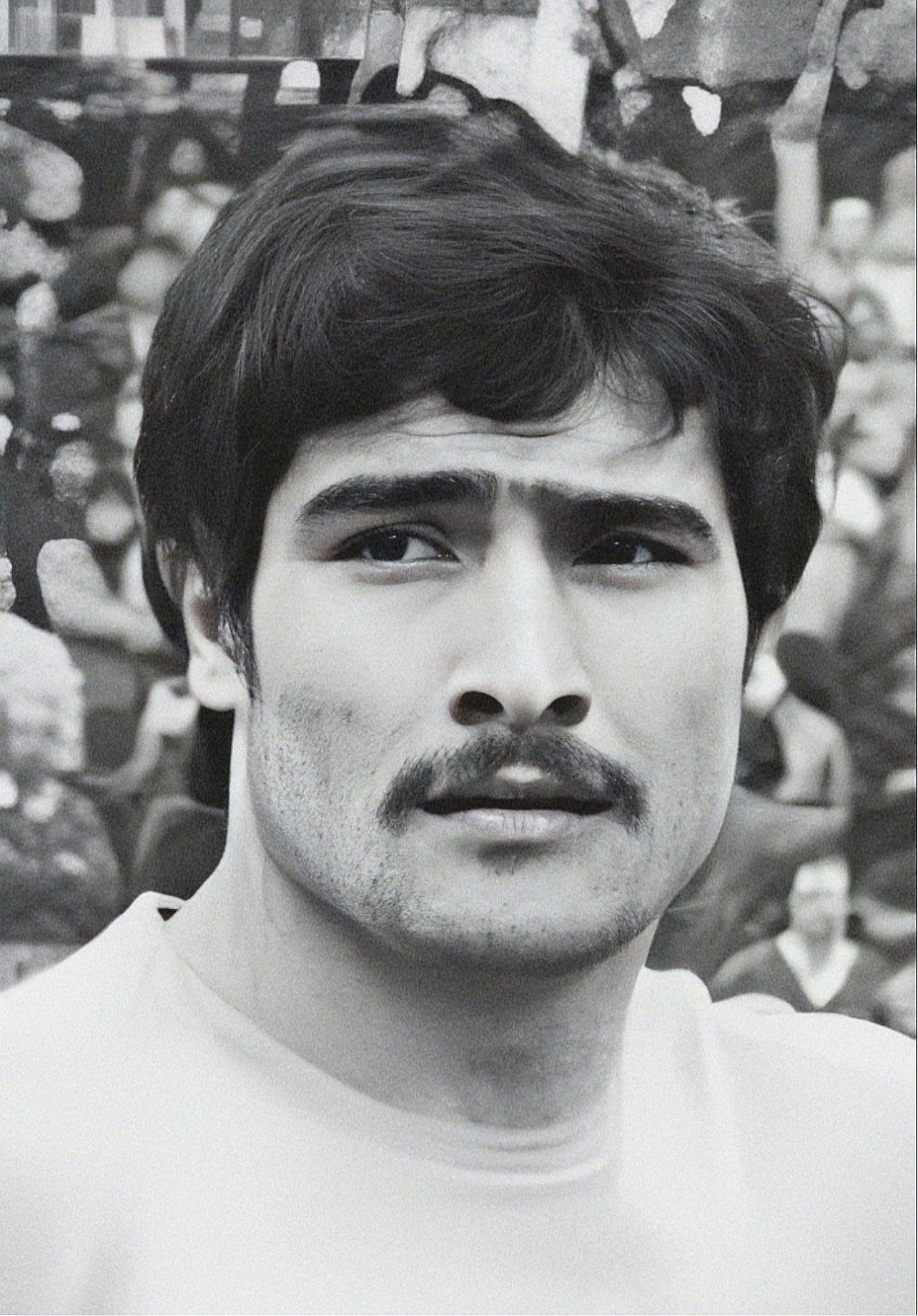
El cordobés Ceballos, referente del equipo en el título de 1976.

| Alineación 4-4-2: Arquero: - Leopoldo Vallejos Defensores: - Mario Galindo - Guillermo Azócar - Ángel Brunell - Julio Núñez Mediocampistas: - Guillermo "Chicomito" Martínez - Humberto López - Mario Salinas - Sergio González, ( Carlos Cáceres) Delanteros: - Jorge Américo Spedaletti - José Luis Ceballos, ( Sergio Ahumada) ENTRENADOR: - Pedro Morales |  | Vallejos Núñez Azócar Brunell Galindo Martínez Salinas Ceballos López Spedaletti S. González |
| Vallejos Núñez Azócar Brunell Galindo Martínez Salinas Ceballos López Spedaletti S. González |  |                                                                                              |

Plantilla campeón
Leopoldo Vallejos, Rafael Grillo, Mario Galindo, Guillermo Azócar, Ángel Brunell, Humberto López, Julio Núñez, Carlos Díaz, Raúl Navarrete, Carlos Luthar, Mario Salinas, Jorge López, Guillermo Martínez, Sergio González, Carlos Cáceres, Manuel Rubilar (que fue parte del mítico Colo-Colo de 1973), Carlos Díaz, Néstor Fredes, José Orellana, Jorge Américo Spedaletti, José Luis Ceballos, Sergio Ahumada, Camilo Benzi, Manuel Rubilar, Patricio Núñez.
En 1977 y gracias a la obtención del torneo nacional de 1976, Everton conseguía un boleto para participar del torneo más importante del continente: la Copa Libertadores. En aquella ocasión los dirigidos por Pedro Morales quedaron agrupados junto a la Universidad de Chile y a Olimpia de Paraguay y Libertad del mismo país. Su periplo continental estuvo caracterizado por vaivenes propios de un equipo prematuro y su participación fue, sin ser mala, no destacada. Debutó con un triunfo ante Universidad de Chile (2 a 0). Luego cayó con Libertad de Paraguay y le ganó a Olimpia de Asunción (1 a 0). Perdió de visita con la U y Libertad y empató con Olimpia, el llamado “Rey de Copas”. Terminó en el tercer lugar del Grupo 4, a sólo tres puntos de los líderes.
En 1977, Everton (que se reforzó con el argentino Pedro Gallina) estuvo a punto de repetir el título, sin embargo y pese a finalizar el campeonato, con cinco victorias consecutivas, debió conformarse con el subcampeonato, a solo dos puntos de Unión Española. En los años posteriores el desmantelamiento de gran parte del plantel no permitió realizar buenas campañas finalizando la década en la décima cuarta posición.

### Años 1980: subcampeonato y Copa Chile

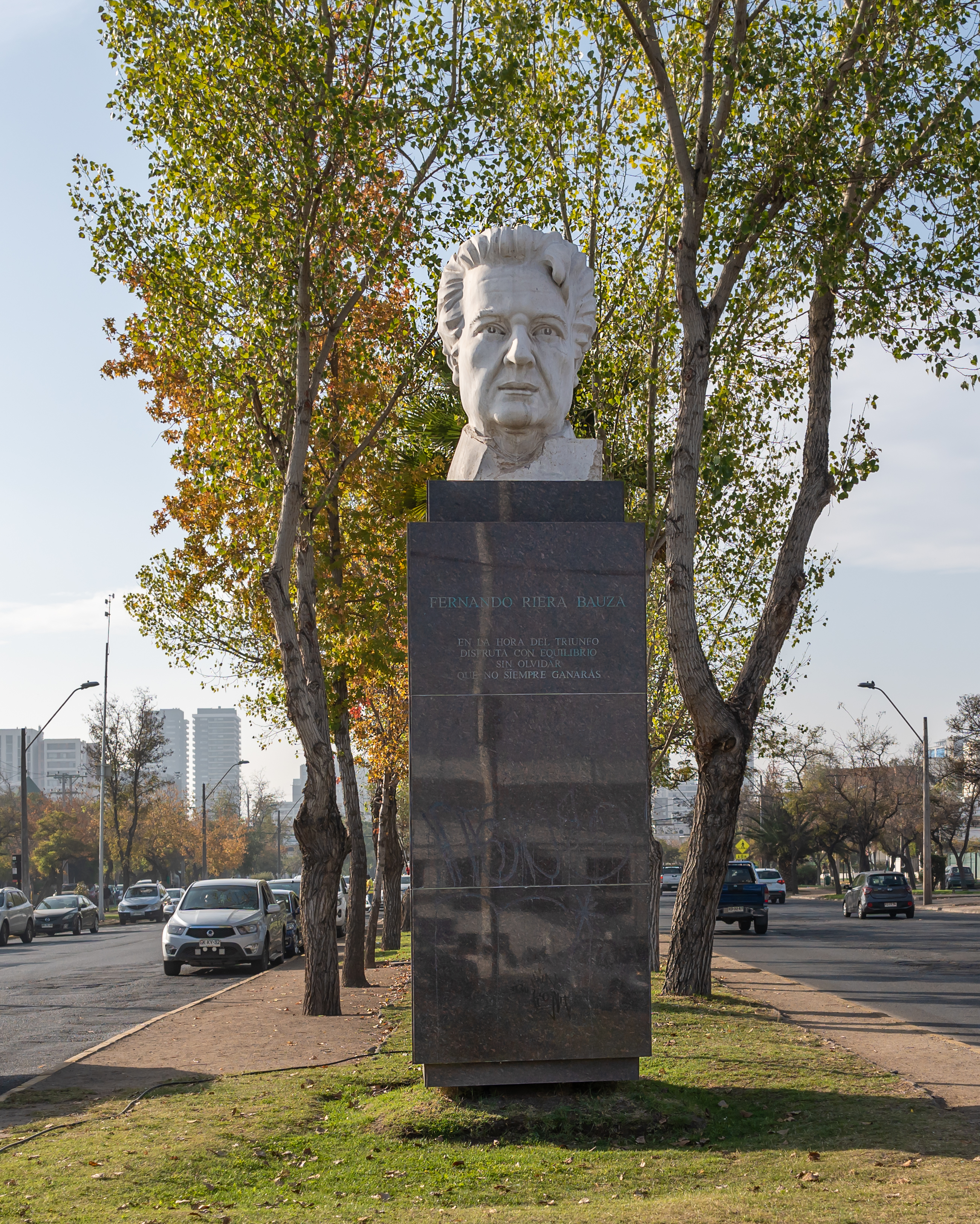
Busto de Fernando Riera, DT campeón de la Copa Chile en 1984.

Bajo la presidencia de Antonio Bloise Cotroneo Everton conformó nuevamente un gran plantel con el objetivo de volver a ubicarse en puestos de avanzada, si bien en 1980 se logró mejorar la campaña anterior finalizando en el séptimo puesto, al año siguiente y pese a comenzar de buena manera la temporada llegando a semifinales del Campeonato de Apertura, el conjunto viñamarino realizó un mal papel en el torneo nacional ubicándose en la penúltima posición lo que le valió descender a segunda división.
Everton solo permaneció una temporada en el ascenso, ya que con Ricardo Contreras en el banquillo consiguió ascender a primera división tras ubicarse segundo con 55 puntos por detrás de Fernández Vial, además de conquistar el Campeonato de Apertura de segunda división luego de derrotar en la final a Deportes Colchagua por 2 tantos a 0.
En su vuelta a primera división Everton ocupó el octavo puesto, la temporada siguiente comenzó de gran manera obteniendo, con Fernando Riera como entrenador, la Copa Chile tras derrotar en la final a Universidad Católica por 3 a 0, sin embargo en un campeonato nacional que se dividió en dos zonas y en cual descendieron ocho equipos, el club realizó una irregular presentación ubicándose octavo en la zona sur a solo un punto del descenso. Everton logró revertir esta situación en 1985, llegando a la última fecha del campeonato nacional como líder junto a Cobreloa ambos con 50 puntos, sin embargo el equipo dirigido por Armando Tobar y el que destacaban entre otros figuras como Domingo Sorace, Carlos Rojas Espinal, Marco Antonio Figueroa y Leonel Contreras, no logró reeditar el triunfo de 1976 tras caer frente a Universidad Católica por 2 a 0 en Santiago.
Equipo campeón Polla Gol 1984
| Alineación 4-3-3: Arquero: - Jaime Zapata Defensores: - Domingo Sorace - Johnny Ashwell - Manuel Quezada - Sergio Navarro Mediocampistas: - Belisario Leiva - Francisco Eulogio - Jorge García Delanteros: - Luis Alberto Ramos - Pedro Pablo Díaz - Washington Olivera ENTRENADOR: - Fernando Riera |  | Zapata Navarro Quezada Ashwell Sorace Eulogio L.Ramos P. Díaz J.García Olivera B. Leiva |
| Zapata Navarro Quezada Ashwell Sorace Eulogio L.Ramos P. Díaz J.García Olivera B. Leiva |  |                                                                                         |

Tras los buenos resultados se esperaba un futuro promisorio para el cuadro de la Ciudad Jardín, sin embargo la crisis económica que sufrió el fútbol chileno durante los años 1980 acabó con los pocos cimientos institucionales que todavía podían ser rescatados. A comienzos de 1986 Everton no consiguió clasificar a Copa Libertadores, en el campeonato nacional el club siguió sin levantar cabeza ubicándose en el décimo cuarto puesto salvándose del descenso por diferencia de goles. En los años posteriores y pese a que contó con grandes figuras como Ivo Basay, Johnny Ashwell, Edgardo Geoffroy, entre otros, las cosas no mejoraron y salvo 1987 Everton se posicionó siempre en la parte baja de la tabla.

### Años 1990: época oscura
A comienzos de los años 1990 el descalabro institucional y deportivo era más que evidente, lo que significó que el club debiese luchar año tras año por la permanencia. Luego de disputar durante tres temporadas consecutivas la Liguilla de promoción, en las cuales consiguió zafar del descenso y una leve mejoría durante 1993 y 1994, donde incluso fichó a jugadores como el uruguayo Wilson Núñez y el argentino Juan Carlos Kopriva. Un año después, Everton finalmente consumó un nuevo descenso en 1995, tras finalizar último con solo un 27,78 % de rendimiento y bajo la conducción técnica de Eduardo de la Barra, quien había asumido dicho puesto en el tramo final del campeonato. Eso sí, el equipo se reforzó con el delantero brasileño Marcos Lopes Mendonça, que marcó goles solamente en el partido ante Cobreloa y también con el argentino Walter Capozucchi, que había llegado al club en la temporada anterior.
Al año siguiente, asumió una nueva directiva encabezada por el empresario viñamarino Jorge Castillo, quien planteó como objetivo retornar rápidamente a la Primera División, para ello conformó un plantel con jugadores destacados de la época entre los que destacaron Daniel Morón, Gustavo de Luca, Juan Carlos Ibáñez y Jaime Pizarro; Sin embargo, el proyecto duró doce semanas, siendo todos los jugadores desafectados y Castillo internado en una clínica por un brote sicótico, que terminó con su renuncia definitiva como presidente de la institución. Los resultados no fueron los esperados ubicándose el club en un discreto séptimo lugar. En la temporada 1997, con nueva directiva encabezada por el nuevo presidente del club, Aldo Caprile, con el mundiaista chileno Leonardo Véliz como nuevo entrenador y reforzándose con jugadores, como los chilenos Alex Whiteley, Raúl Palacios y Víctor Mella y los paraguayos Remigio Fernández, Pablo Caballero y Adelio Salinas, Everton realizó una buena campaña en la Primera B, finalizando primero en el torneo de Apertura junto con Rangers de Talca, por lo cual debió definir el ascenso en doble partido de definición empatando el primero 0 a 0 y cayendo en el segundo por 4 tantos a 2. En el torneo de Clausura, remató segundo a un punto del campeón Deportes Iquique, por lo cual tuvo que permanecer en la Primera B.
Tras una irregular temporada 1998, en 1999 bajo la conducción técnica del uruguayo Jorge Luis Siviero, Everton arrancó de gran forma el campeonato y pese a que decayó su rendimiento en el tramo final del torneo, ascendió nuevamente a Primera División tras derrotar a Deportes Iquique en la Liguilla de Promoción por 1 a 0.

### Años 2000: un descenso, un ascenso y un nuevo campeonato
Solo una temporada permaneció Everton en Primera División, ya que tras una mala campaña bajo la conducción de Jorge Aravena Everton descendió luego de empatar en la última fecha del torneo frente a Santiago Wanderers, finalizando de este modo en la decimoquinta posición.
En la temporada 2001, los problemas económicos que atravesaba, llegaron a poner en peligro la continuidad del club, mientras que en el plano deportivo, las cosas no mejoraron ocupando la octava posición del campeonato de Primera B, la peor posición desde que Everton, ingresó al profesionalismo. Luego de ubicarse cuarto en 2002, al año siguiente, Everton consiguió un nuevo ascenso a Primera División, tras consagrarse campeón de Primera B de la mano del entrenador Jorge Socías, luego de vencer a Lota Schwager por 5 a 3, en el equipo campeón destacaron entre otros los nombres de Marco Estrada, Luis Ceballos, Axel Ahumada, Ariel Pereyra, Santiago Pizarro (jugador formado en el archirrival de Everton Santiago Wanderers), Cristian Castañeda (que llegó al club a comienzos de ese año, tras desvincularse de la Universidad de Chile) y Marcelo Suárez (que había logrado el ascenso a Primera División, un año antes con Deportes Puerto Montt).
Nuevamente en la división de honor, Everton consiguió acceder a la etapa de playoffs en el torneo de clausura, donde fue eliminado por Colo-Colo en cuartos de final, ya que cayó en la ida por 3 a 1 como local (donde el capitán albo Miguel Ramírez, hizo un golazo desde casi mitad de cancha) y ganó como visitante en la vuelta por 4 a 3, pero el marcador global de 6 a 4, hizo avanzar al equipo colocolino. Al año siguiente pese a realizar una buena campaña en la fase regular no pudo acceder a la fase decisiva tras caer eliminado en el repechaje frente a Coquimbo Unido. En el segundo semestre los resultados no fueron los esperados ubicándose en la tercera posición de su grupo.
La época actual de Everton, está marcada por la reorganización. Se ha logrado sanear económica e institucionalmente al club. Se resolvieron los conflictos, que casi lo hacen desaparecer. En el año 2006, el club se transforma en una sociedad anónima deportiva (SAD), decisión que fue ratificada, por los socios del club, con sobre un 80 % de los votos. En el año 2007, el proyecto deportivo fue encabezado por el entrenador Juvenal Olmos, pero fracasó en su intento por lograr - sino el campeonato- un lugar avanzado en la tabla de posiciones del campeonato chileno de fútbol. Tras el cese de Juvenal Olmos asumió la conducción del equipo el entrenador de las categorías inferiores del club Jorge García, quien fue reemplazado posteriormente por el exentrenador de la selección de fútbol de Chile, Nelson Acosta. Finalmente Everton se ubicó último en el campeonato de Clausura y décimo séptimo en tabla acumulada a solo cuatro unidades de la Liguilla de promoción.
Al comenzar 2008, el club mantiene en su horizonte alcanzar logros importantes a nivel nacional e internacional. La llegada de nuevos jugadores, como Ezequiel Miralles, Cristián Canío, Mauricio Arias y Jaime Riveros incrementaron las expectativas para dicho campeonato. Everton finalizó quinto en la fase regular del Torneo de Apertura 2008. Los play-offs comenzaron de mala manera para Everton, perdiendo como local por 3 a 0 frente a Audax Italiano. No obstante, en el partido de vuelta, derrotó al equipo itálico en el Estadio Monumental de Santiago por 4 goles a 1, clasificando de este modo a semifinales, donde superó a Universidad de Chile tras ganar en el Estadio Nacional por 3 a 1 y empatar en el Estadio Sausalito. En el primer partido de la final, jugada ante Colo-Colo en el Estadio Monumental de Santiago, Everton cayó derrotado por 2 a 0, merced a los goles de Lucas Barrios y Gonzalo Fierro, sin embargo, en el partido de vuelta, jugado en Viña del Mar el 3 de junio de 2008, Everton logró revertir esta situación, luego de imponerse a Colo-Colo por 3 tantos a 0, con anotaciones de Ezequiel Miralles a los 46', Jaime Riveros a los 71' y nuevamente Miralles a los 76', obteniendo de este modo, su cuarto título nacional y clasificando a la Copa Libertadores de América por segunda vez en su historia, y arruinó de paso, el pentacampeonato del equipo colocolino.
Una de las reacciones más destacadas posterior a la obtención del título fue la que sucedió al día siguiente, el 4 de junio el renombrado exfutbolista y astro brasileño Pelé le envió sus felicitaciones al cuadro 'ruletero' por su nuevo campeonato.
Equipo campeón Everton 2008
| Alineación 4-4-2: Arquero: - Johnny Herrera Defensores: - Fernando Saavedra (Mauricio Arias) - Adrián Rojas - Cristián Oviedo - Benjamín Ruiz Mediocampistas: - Leandro Delgado - Juan Luis González - Jaime Riveros Delanteros: - Cristián Canío - Ezequiel Miralles - Darío Alberto Gigena ENTRENADOR: - Nelson Acosta |  | Herrera Saavedra ( M. Arias ) Rojas Ruíz Oviedo Riveros Miralles Canío Delgado Gigena J. L. González |
| Herrera Saavedra (M. Arias) Rojas Ruíz Oviedo Riveros Miralles Canío Delgado Gigena J. L. González |  | |

Plantilla campeona
Johnny Herrera, Gustavo Dalsasso, Mauricio Arias, Fernando Saavedra, Jaime Riveros, Juan Luis González, Ezequiel Miralles, Darío Alberto Gigena, Leandro Delgado, Benjamín Ruiz, Paul Leiva, Cristián Uribe, Cristián Canío, Javier Menghini, Claudio Núñez, Cristián Oviedo, Roberto Reyes, Adrián Rojas, Ángel Rojas, Francisco Sánchez, Roberto Silva, Gustavo Tejería, Marcos Velásquez.
Debido al campeonato obtenido en 2008, Everton logró clasificar a la Copa Libertadores de América 2009, en un muy difícil grupo con las Chivas de Guadalajara, con Lanús y con el Caracas Fútbol Club de Venezuela. El equipo viñamarino finalmente instaló la sorpresa en el grupo, ganándole a Lanús por 2 a 1 en Argentina e incluso empatando por 1 a 1 como local en Chile. El club viñamarino finalmente terminó tercero con 7 puntos, solo un punto abajo de las Chivas, tras un polémico partido contra el equipo mexicano, en donde el jugador mexicano Héctor Reynoso escupió y tosió en la cara de un jugador de Everton, el delantero argentino Sebastián Penco, simulando, según se sostiene, contagiarle Gripe Porcina. Reynoso pidió disculpas públicas por su acto y pidió a la CONMEBOL que no lo sancionase, aunque finalmente ésta le aplicó un fuerte castigo.
Para el siguiente torneo, Everton dejó partir a jugadores trascendentales dentro de su equipo, entre ellos Ezequiel Miralles, siendo transferido a Colo-Colo por una cuota de US$ 800
 000 y a Roberto Gutiérrez, quien había finalizado el préstamo con el Estudiantes Tecos, pero también se había reforzado con jugadores de renombre como César Carranza y Rodolfo Moya, ambos a préstamo del Colo-Colo y también al delantero Mauro Guevgeozián del Fénix uruguayo. Sin embargo, Everton terminó octavo con 25 puntos, clasificando apenas a los playoffs, para jugar contra la Universidad Católica, pero Everton fue eliminado por un resultado 2-0 (cuyo resultado provino del triunfo que los cruzados consiguieron en Viña del Mar, pese al empate sin goles en la vuelta en Santiago).

### Años 2010: otra caída
El año 2010 fue de dulce y agraz, pues la hinchada cumplió un anhelado sueño, pero a su vez vivió la pena de ver a su equipo alejarse de la elite del fútbol criollo.
A mediados de año, el club viñamarino estableció contacto con su homónimo de la ciudad inglesa de Liverpool, para culminar las celebraciones de su centenario. Las primeras conversaciones llegaron a un buen resultado, pues el histórico partido Everton v/s Everton quedó fichado para agosto. En los meses anteriores a gira del plantel por Europa, los resultados en el Torneo Nacional eran irregulares, y previo al receso por el Mundial de Sudáfrica, el equipo terminó en la zona baja de la tabla.
El día 4 de agosto de 2010 fue una fecha histórica para Everton de Viña del Mar, pues se enfrentó por primera vez al Everton Football Club de la Premier League. En un encuentro realizado en el Estadio Goodison Park, el cuadro chileno cayó por 2 a 0, con goles de Jermaine Beckford y Diniyar Bilyaletdinov. Luego de esta derrota, los viñamarinos concluyeron su viaje por el Viejo Continente en España, con un partido ante Real Madrid Castilla, donde en los 90 minutos empataron a 2 goles y en tanda de penales vencieron por 5 a 4.
Sin embargo, y luego de terminar su periplo por Europa, el club vuelve al torneo local obteniendo magros resultados. En los últimos tramos de la competencia termina en posiciones postreras, perdiendo encuentros increíbles como el de Ñublense, donde los ruleteros cayeron por 2 a 3 en Sausalito. Otra dolorosa derrota fue la sufrida, también en calidad de local, frente a su principal rival, Santiago Wanderers, por 0 a 2. En este último encuentro, el entrenador Nelson Acosta ya había presentado su renuncia debido al bajo rendimiento del plantel. Desde ese partido hasta el final del torneo, el equipo estuvo adiestrado por el argentino Diego Osella.
Con el trasandino en la banca los resultados no mejoraron mucho, pues llegó a la última fecha del torneo en el penúltimo lugar de la tabla con 34 puntos, posición que lo sentenciaba al descenso a Primera B, y con la complicación de jugar su última opción de visita ante Universidad Católica, quien con una victoria o un empate, obtenía su décimo campeonato. A esas alturas, solo servía un triunfo y la caída de Santiago Morning, rival directo en la lucha por no caer a Segunda División, ante Santiago Wanderers. La hazaña no se logró, pues los bohemios perdieron con los caturros y Everton cayó inapelablemente por 5 a 0 ante los cruzados en el Estadio San Carlos de Apoquindo, en una jornada que terminó con el título de la UC y el descenso directo de los ruleteros a la Primera B en un año donde los refuerzos extranjeros no fueron gravitantes en los partidos y el rendimiento del club, tanto de local como de visita, se vio muy mermado.
Ya en Primera B, Everton mantiene aparte del plantel descendido de la temporada anterior, agregando nuevos elementos como los argentinos Román Díaz, Carlos Vaca y Marcos Pirchio, y el brasileño Fernando Alves Machado. En la primera parte Campeonato 2011 el equipo terminó en el puesto 12, con un rendimiento futbolístico irregular, lo que significó la salida del entrenador Osella y la llegada de Marco Antonio Figueroa. El arribo del ex-técnico de Universidad Católica, más la llegada del paraguayo Marcos Lazaga y el volante chileno José Luis Silva le dio un nuevo aire al conjunto ruletero, que tras ganar el Torneo de Clausura, quedó clasificado para competir por el ascenso directo ante Rangers de Talca. El primer encuentro, disputado en el Estadio Fiscal de Talca finalizó 1-1, y el partido de vuelta, jugado en el Estadio Sausalito, y donde el elenco oro y cielo llegaba con ventaja por el gol de visita, fue un empate 3-3, lo que significó el ascenso del elenco rangerino y el paso de los viñamarinos a la Liguilla de Promoción. En esta última instancia se topó con Unión San Felipe, al que pudo derrotar por 1-0 jugando en casa, pero que en la visita al Valle del Aconcagua perdió 2-0, lo que frustró las posibilidades de ascenso del los ruleteros.

### 2012: Regreso a Primera División
En 2012, el equipo viñamarino logró acceder nuevamente a la Liguilla de Promoción, pero esta vez al ubicarse en el cuarto lugar de la tabla anual. Su rival en la Promoción fue el equipo de la Universidad de Concepción, que remató en el 15.º lugar de la tabla anual de Primera División. En el partido de ida, jugado en el Estadio Sausalito, Everton se impuso por 1 a 0 con gol de Ángel Rojas y en la vuelta, disputada en el Estadio Municipal de Concepción, ganó por 3 a 1 con 2 tantos de José Luis Muñoz y Jonathan Suazo, sellando su regreso a la Primera División, luego de estar dos años en la Primera B y, de paso, selló el primer descenso de su rival en su historia. Al regreso a Viña del Mar, el equipo fue recibido por los hinchas evertonianos y homenajeado por la alcaldesa de Viña del Mar, Virginia Reginato; también recibieron el saludo del Everton inglés a través de Twitter.
En enero de 2013, se dio a conocer el nombre de Juan Pablo Salgado, periodista e historiador de profesión y quien se ha desempeñado en distintas áreas en Everton, como nuevo presidente de la institución, en reemplazo del renunciado Antonio Bloise.
El sábado 26 de enero de 2013, Everton hizo su redebut en la división de honor de Chile logrando un empate de visita en el estadio Nelson Oyarzún (1-1), con Ñublense (también recién regresado a primera división). El gol para el visitante lo hizo el "Histórico" y para el local, Javier Grbec.

### 2014: Otro regreso a la Primera B, el equipo estelar y una nueva frustración

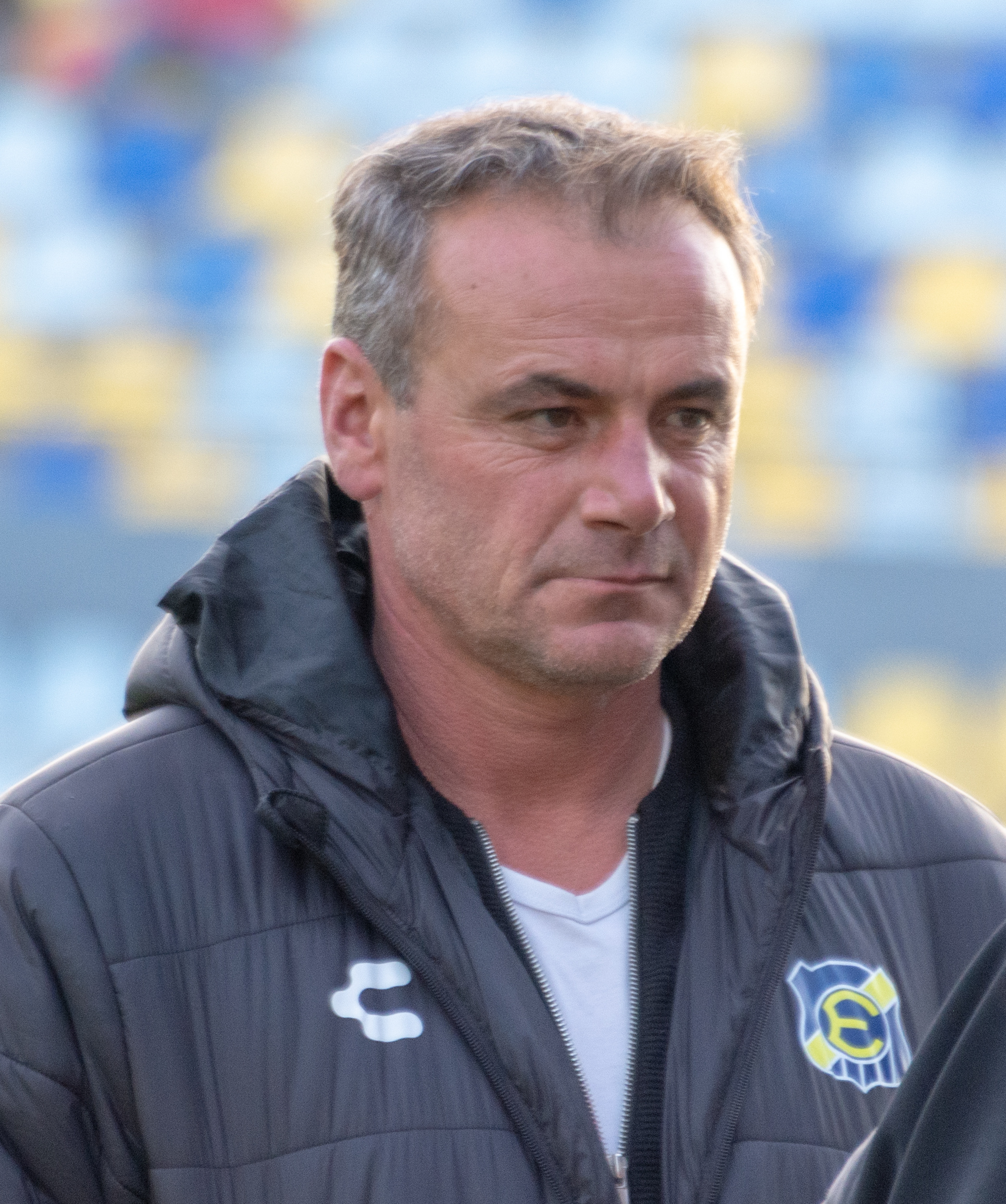
Gustavo Dalsasso Coletti, histórico capitán de Everton en la década de los 2010 en Viña del Mar

Tras un inicio de la campaña perdiendo 4-0 con Palestino, 2-0 con Colo Colo en un polémico partido, 3-0 con el 1.er descendido Rangers y 2-0 con el campeón O'Higgins, Everton empezaba a aparecer en los últimos puestos de la tabla acumulada, a pesar de vencer a U. de Concepción, a Unión Española, incluso a su rival Santiago Wanderers, tuvo resultados amargos que llevaban a Everton al peligro del descenso, quien sería el 2.º descendido debido a que Rangers ya había descendido tras perder 2-0 ante Audax Italiano en la penúltima fecha. En la última fecha Everton se media ante Huachipato, otro necesitado de puntos, mientras Unión La Calera (otro candidato al descenso) disputaba con la Universidad Católica, un desesperado Everton se vio en el Estadio CAP de Talcahuano buscando el gol, los acereros también fueron en busca de asegurar la permanencia pero el gran portero Dalsasso evitó las conquistas, el encuentro terminaría con un pobre 0-0, mientras que en San Carlos de Apoquindo 1-1, llevando a Everton a la Primera B.
Para el torneo 2014-15 en el ascenso, Everton conforma un equipo estelar bajo el mando del Director Técnico Luis Marcoleta. Entre otros jugadores de renombre nacional, la Directiva encabezada nuevamente por Antonio Bloise, el club logra la vuelta de Ezequiel Miralles, que junto al portero y capitán oro y cielo Gustavo Dalsasso, son los máximos ídolos vigentes del equipo viñamarino.
Con el inicio de la Primera B de la temporada 2014, Everton empezó con el pie derecho tras vencer a Coquimbo Unido, sin embargo luego de este triunfo tendría una temporada muy irregular, lo que terminaría en el despido de Luis Marcoleta y el retorno del técnico Carlos Medina que haría que el equipo jugara mejor, y se demostró luego de una larga racha de victorias de local, aunque de visita solo cosechaban derrotas, lo que lo mantuvo alejado de los líderes del torneo, Everton había cerrado el año de visita ante Deportes Temuco con un empate. 1-1
Las cosas no mejoraron, pues Everton inició el torneo perdiendo con Coquimbo Unido pero luego ganó 3 partidos seguidos incluyendo al puntero del torneo San Luis de Quillota, disminuyendo la diferencia de 15 puntos a 9, pero lamentablemente teniendo un 2015 muy irregular. El partido que debía ganar Everton para seguir en la pelea era contra Unión San Felipe, el escolta de San Luis, de lo contrario la pelea sería entre San Luis de Quillota y precisamente el equipo de San Felipe, Everton no pudo sacar la tarea adelante y perdió 1-2 luego de ir ganando tras un penal convertido por Maximiliano Ceratto. No se cumplieron ninguno de los dos objetivos, los cuales eran el ascenso, o ser campeones del torneo clausura y se quedaron otra temporada más en Primera B, tampoco pudo devolver al club a la división de privilegio pero en medio de la crisis deportiva y financiera los ruleteros tendría que esperar un año más por malos resultados y por malos manejos administrativos y la inquieta etapa frustrante que lo tenían al borde de un colapso económico.

### 2015-2016: De regreso al Estadio Sausalito y a la Primera División
Everton logró hacer un sueño realidad, pero lamentablemente no fue en la división que esperaban. El 3 de junio de 2008 Everton hizo historia al vencer por 3-0 a Colo Colo en una final de infarto por el título y la clasificación a la Copa Libertadores 2009, ese mismo día, pero 7 años después, Everton retornaría a su casa luego de casi tres años. El Estadio Sausalito, ahora renovado y listo para una Copa América celebrada en Chile fue inaugurado por el plantel de 2015 contra el equipo campeón 2008, trayendo ídolos como Roberto Reyes, Jaime Riveros, Cristian "Fido Dido" Uribe, Darío Gigena, Cristian Oviedo, Leandro Delgado, que fueron parte del plantel 2008, Matías Donoso fue invitado para formar parte del plantel 2015, el encuentro terminó 2-0 a favor del Everton 2015 con goles de El Histórico y Maximiliano Ceratto.
Segundo año consecutivo de Everton en la Primera B, La no obtención del objetivo inmediato condujo a la renuncia inmediata de Carlos Medina y una depuración del plantel con jugadores experimentados de dudosa calidad que llenaban espacios.
El primer semestre de Everton fue una temporada muy buena, especialmente de local el cual tuvo un 100 % de rendimiento y clasificó a la liguilla de ascenso como segundo lugar abajo de Deportes Temuco el puntero y campeón del torneo, la ida y vuelta le tocó jugar frente a Cobreloa, equipo que clasificó como tercer lugar de la tabla, la ida se jugaba en Calama, la cual Everton se impuso 0-1 con tanto de Maximiliano Ceratto y se iban más tranquilos al partido de vuelta en el Estadio Sausalito, la vuelta Everton se impuso por 3-0, tantos de Sergio Riffo, Gabriel Díaz y Rafael Viotti, el conjunto de Everton clasificó a la siguiente ronda la cual tenía que enfrentar a Deportes La Serena quien le ganó al puntero Deportes Temuco, la de ida se jugó en el Estadio La Portada, partido que terminó con un 0-0 resultado que favorecería más a Everton que jugaría el partido de vuelta en el Estadio Sausalito, el partido se jugaría el día 19 de diciembre de 2015, partido el cual Everton se impuso por 2-1 frente a Los Papayeros con anotaciones del defensor Felipe Salinas y Rafael Viotti y el descuento de Deportes La Serena lo hizo Joaquín Montecinos, ese día Everton clasificó a la final de la liguilla de ascenso por el segundo cupo y el segundo semestre fue paupérrimo en rendimiento, solo logrando el lugar número 12 de la segunda rueda y estando en el sexto lugar del torneo general.
Luego de una opaca segunda rueda y con Héctor Tapia en la banca (asumió en reemplazo de Víctor Rivero, casi al término de la segunda rueda), Everton disputó el partido de ida de la final por el segundo ascenso, venciendo por 3-1 a Deportes Puerto Montt, con goles del canterano Pedro Sánchez y de los argentinos Gabriel Díaz y Rafael Viotti, más el descuento del paraguayo Bibencio Servín (que había logrado el empate parcial) para los salmoneros, dejando a Everton a 90 minutos de volver a la Primera División, a la espera de la revancha en el Estadio Chinquihue. El domingo 22 de mayo de 2016, dos años después de su último descenso, Everton logró regresar a la Primera División, después de dos años de ausencia, al ganar 3-2 en el marcador global, pese a perder como visitante por la cuenta mínima, ante el equipo sureño.

### Arribo del Grupo Pachuca
Luego de negociaciones, el 6 de junio se dio a conocer el acuerdo de compra por parte del Grupo Pachuca mexicano a Everton de Viña del Mar. En términos generales, el grupo, dueño de los clubes Pachuca, León y Mineros, se hizo dueño del 80 % de las acciones del club viñamarino, planeando en primera instancia insertar el modelo social, económico, deportivo, cultural y comercial frecuentado por el grupo en beneficio del fútbol y la comunidad. Años después, en enero de 2019 el Grupo Pachuca informó, que se hizo con la totalidad del club luego de comprar el 20% restante de las acciones.

### 2017-2018: De volver a torneos internacionales a evitar el descenso
Con la llegada del conglomerado mexicano a la institución de Viña del Mar, el club hizo importantes inversiones, para intentar pelear los torneos correspondientes, es por esto que para esta misión, se encomendaron todas las cartas al técnico Héctor Tapia (que llevó de regreso al equipo a la Primera División), sin embargo este, con magros resultados en las primeras 6 fechas, fue despedido de su cargo. Se contrató al rosarino Pablo Sánchez, quién le dio otra impronta al equipo y logró sacarlo de los puestos de descenso, además de meterlo en la final de la Copa Chile 2016, cayendo por 4-0 ante Colo-Colo en el Estadio Nacional. Sin embargo, aseguró un cupo a la Copa Sudamericana 2017 y trajo el regreso a los torneos internacionales tras 8 años. Pero en el torneo internacional no le fue bien; en la primera ronda jugarían contra Patriotas de Colombia. En el partido de ida, jugado en el Sausalito, Everton ganaría por 1 a 0 con gol de Maximiliano Cerato, pero en la vuelta, jugada en el Estadio La Independencia de la ciudad de Tunja, el equipo colombiano ganó por 1 a 0, igualando la serie y obligando a los penales, donde finalmente ganarían los colombianos por 4 a 3.
Para el Torneo de Transición 2017 se opta por traer jugadores de renombre nacional como Patricio Rubio, Jaime Carreño y Óscar Salinas, así como los jugadores Lucas Mugni y Juan Ezequiel Cuevas. El equipo disputó el título hasta las últimas fechas, y aunque no logró ganar el campeonato, alcanzó el 4° lugar en la tabla, clasificando a la Copa Sudamericana 2018, siendo su segunda participación y de manera consecutiva.
Su rival en la competencia fue Caracas de Venezuela. Luego de caer por 2-1 en Chile en una discutida actuación del arquero Eduardo Lobos y de vencer por 1-0 en Venezuela, el equipo quedó eliminado por la regla del gol de visitante.
En el Campeonato de 2018, el equipo no pudo repetir el buen momento de torneos anteriores, y a causa de los malos resultados, para el final de la primera rueda Everton terminó colista de la tabla de posiciones, lo cual provocó la salida de Pablo Sánchez y la posterior contratación de Javier Torrente. Para el segundo semestre se anuncia la salida del cuestionado arquero Eduardo Lobos para fichar al uruguayo Franco Torgnascioli, quien sufre una grave lesión y se decide traer de urgencia a Cristopher Toselli, así como al delantero Álvaro Ramos para revertir la situación. El equipo logró subir su rendimiento, logrando escapar de la zona roja de la tabla y así asegurar su permanencia en la máxima categoría para la temporada 2019.

### 2019-2020: Pasos anónimos en Primera División

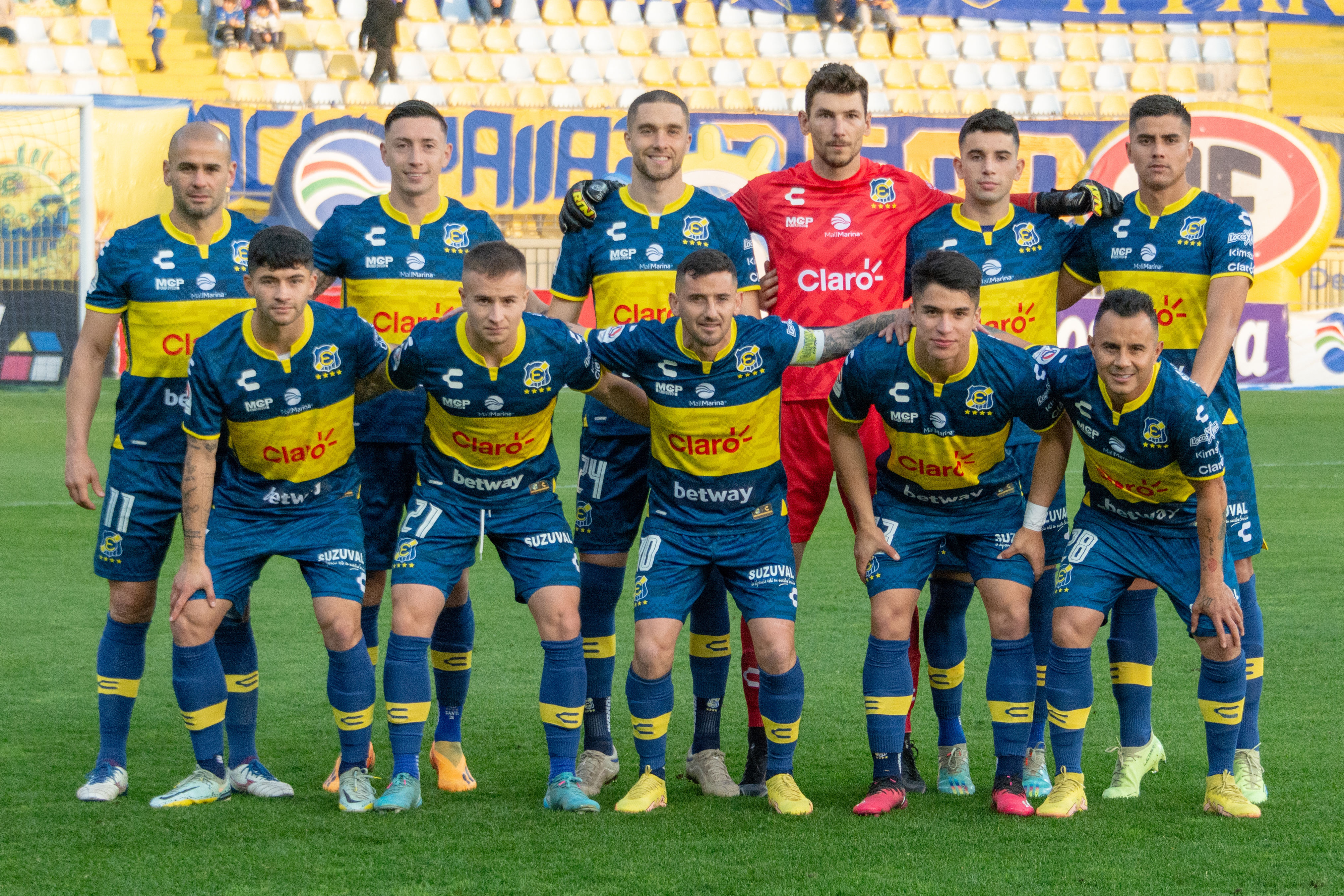
Equipo de Everton en un duelo en Sausalito durante el torneo de 2023.

Desde el ascenso a Primera División y con la dirección de Grupo Pachuca, se decide enfocar a la conformación de planteles cortos pero con una gran participación de canteranos de la institución.
Así es como en el Campeonato de 2019 se decide traer al experimentado arquero Cristian Campestrini, Benjamín Berríos y el retorno de Maximiliano Cerato, además desde el fútbol joven se incorpora al plantel Sebastián Pereira y Benjamín Rivera. El equipo nunca pudo encontrar la regularidad y finalizó el torneo en la medianía de la tabla ocupado el puesto 11° con apenas 7 triunfos en 30 partidos. Su participación en la Copa Chile 2019 finalizó en los cuartos de final.
Para el Torneo de 2020 y con la suspensión de la Copa Chile por la Pandemia de COVID-19 el enfoque estaría únicamente en el torneo nacional. Se destaca el retorno de los campeones Johnny Herrera y Fernando Saavedra, así como de Patricio Rubio y Rodrigo Echeverría, junto al fichaje de Walter González y la controvertida contratación de Sebastián Pol.
El equipo que mediante nombres empezaba a remecer el mercado, nuevamente cayó en la irregularidad a lo largo del año, cosa que venía arrastrando desde el torneo anterior de la mano de Javier Torrente, lo que sumado a la salida temprana de Patricio Rubio y la seguidilla de resultados adversos, gatilló la salida del estratega para posteriormente contratar al subcampeón del mundo Roberto Sensini para afrontar el resto del torneo y los desafíos de 2021. El cuadro 'ruletero' no pudo revertir su situación, incluso cediendo puntos ante el equipo de peor momento, que en ese entonces era Colo-Colo. Terminó en el puesto 12° con la pobre estadística de 10 triunfos en 34 partidos, sumando de esa forma otra participación lejos de los puestos de avanzada.

### 2021-2022: De vuelta a Copa Libertadores y Sudamericana
(En proceso)

## Copa Hermandad
La Copa del Hermandad fue un partido disputado el 4 de agosto de 2010 en Goodison Park en Liverpool. Everton de Viña del Mar jugó con su homónimo Everton FC en partido amistoso para la Copa Hermandad (conocido en inglés como el Trofeo Hermandad o Brotherhood Cup). El encuentro, dirigido a promover un mayor acercamiento entre los dos Evertons. Everton (ENG) ganó el juego 2-0 con dos goles en el segundo tiempo de Jermaine Beckford y Diniyar Bilyaletdinov. Beckford ganó el premio al hombre del partido. Y el trofeo fue sostenido por Phil Neville y Mikel Arteta. Era la primera vez que ambos equipos habían jugado alguna vez entre sí.
| 4 de agosto de 2010 | Everton Football Club            | 2:0 | Everton de Viña del Mar | Goodison Park, Liverpool                                |                                                         |
|                     | Beckford 51' · Bilyaletdinov 65' |     |                         | Asistencia: 25.934 espectadores Árbitro(s): Mark Halsey | Asistencia: 25.934 espectadores Árbitro(s): Mark Halsey |

En junio de 2020 producto de la pandemia del coronavirus, los viñamarinos lanzaron una campaña para recaudar fondos destinados a las juntas de vecinos de los cerros viñamarinos. La iniciativa no solo fue acogida por los simpatizantes oro y cielo, sino que también por los forofos toffees. Una muestra más de la hermandad entre ambos clubes.
En 2020, el club acordó una alianza estratégica con los 'Toffees', la cual pretende fomentar la unión entre ambos clubes. Carlo Ancelotti, Yerry Mina y André Gomes posaron con bufandas del Everton chileno para promocionar la unión entre ambos clubes. En 2022 y con motivo del debut de Everton en Copa Libertadores, la cuenta del Everton F.C. saludó a su símil chileno con el futbolista brasileño Richarlison vistiendo elegante para la ocasión.

## Presidentes
| Cronología de Presidentes | Cronología de Presidentes |
| --- | --- |
| Everton Football Club - 1909-1915: David Foxley - 1936-1937: Luis Izarnotegui - 1940-1943: Ives Beke - 1944-1944: Oscar Marín - 1947-1947: Oscar Marín RE2 - 1949-1952: Oscar Marín RE3 - 1953-1953: Ramón Osorio - 1955-1959: Pedro Pizarro - 1960-1965: Aldo Caimi - 1965-1975: Rolando Chamy - 1975-1975: Oscar Tortello - 1976-1981: Antonio Martínez - 1981-1981: Antonio Bloise Cotroneo - 1981-1984: Antonio Martínez RE2 - 1984-1986: Oscar Marín RE4 - 1988-1988: Ildefonso Molina - 1990-1990: James Hudson - 1992-1992: James Hudson RE2 - 1993-1993: Armando Saffe - 1993-1993: José Luis Díaz de Cerio - 1994-1995: David Santelices - 1995-1995: Aldo Caprile - 1995-1995: Rolando Santelices - 1995-1996: Jorge Castillo - 1997-1998: Aldo Caprile RE2 - 1999-1999: Jorge López - 2000-2002: James Hudson RE3 - 2003-2005: Renato Airola - 2005-2006: Carlos Torres - 2006-2006: José Araneda | Everton de Viña del Mar S.A.D.P. - 2006-2007: Antonio Martínez RE3 - 2007-2012: Antonio Bloise Ramos - 2013-2014: Juan Pablo Salgado - 2014-2016: Antonio Bloise Ramos RE2 Everton de Viña del Mar S.A.D.P. • Grupo Pachuca - 2016-2023: Pedro Cedillo - 2023-presente: Cristián Castro |

## Símbolos

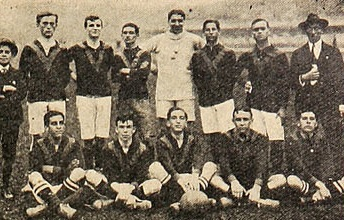
Primera camiseta del Everton en 1915. Granate con la «V» amarilla.

Si bien existen pocos antecedentes, una investigación desarrollada por el periodista e historiador Ricardo Gatica Labra, con motivo de la celebración del centenario de la institución en el año 2009, determinó que el primer uniforme utilizado por Everton en su historia fue de color rojo, detalle por el cual los medios de comunicación de la época se referían al club como «los Granates de Valparaíso». Para abril de 1915 el club utilizaba una camiseta granate con una «V» amarilla en el pecho. Tras pasar por unas camisetas granate con mangas y cuello blanco y pantalón violeta, en 1916, y luego de un acuerdo del directorio, se definieron los colores azul y oro, con el diseño de camiseta azul con mangas de color amarillo. Estos colores fueron usados por primera vez en un encuentro frente al Santiago Badminton.
El uniforme actual fue establecido en 1925 cuando se encargó al jugador y comerciante argentino José Luis Boffi que comprara nuevas camisetas para el club, con el diseño a franjas, en su próximo viaje a Buenos Aires, dada la dificultad que representaba conseguirlos en Chile en aquellos años. Sin embargo, Boffi no habría encontrado dicho diseño por lo que decidió enviar camisetas de Boca Juniors, que si bien no correspondían al modelo, si presentaban los colores solicitados.
Con respecto al uniforme alternativo, el rojo inicial fue utilizado en los años 1940 y 1950, y de ahí se ha variado entre el blanco y el amarillo, los cuales se han utilizado en periodos alternados y con variaciones en sus diseños. Para el 2011 el directorio confirmó que la camiseta alternativa será de color rosado, pero por presiones de la barra no se llevó a cabo. Paradójicamente, desde la llegada de indumentaria mexicana y el auge de la campaña sobre la prevención del cáncer de mamas, el club ha lanzado tres uniformes de color rosa.
| Primer | ver evolución | Actual |

### Escudo
El escudo del club en general se ha mantenido estable a lo largo de los años. La única vez que se encuentra un escudo distinto, es en 1917, donde se puede ver un escudo similar al de Everton de Liverpool. A partir de 1918 el escudo de armas del equipo ha sido el mismo, independiente de algunas reformas en el diseño.
La heráldica indica que la silueta pertenece a un antiguo cuero de vaca, pintado con los colores característicos del club. La E de Everton en el medio, la franja de izquierda a derecha amarilla, y las 4 rayas blancas que suben hasta la parte inferior de la E. Se desconoce al autor del escudo, sin embargo su legado ya es centenario.

## Estadio
Everton ejerce de local en el Estadio Sausalito de Viña del Mar, recinto que es propiedad de la Ilustre Municipalidad de Viña del Mar y el cual ocupa el club desde su traslado desde Valparaíso a la ciudad jardín en 1935. Fue inaugurado en 1929, lo que lo convierte en uno de los recintos deportivos de mayor antigüedad del país, y tiene una capacidad actual de 18.037 espectadores sentados, aunque en el pasado llegó a albergar cerca de 30.000 espectadores luego de su remodelación con miras a la Copa Mundial de Fútbol de 1962. Se encuentra ubicado en la circunvalación Sausalito junto a la laguna del mismo nombre.
El recinto deportivo posee una superficie de pasto natural de 105 x 68 m.
Demolido entre el 2013 y 2014, para el 3 de junio de 2015 se inauguró el nuevo Estadio Sausalito con un partido que enfrentó el actual Everton contra figuras del Everton campeón del Torneo de Apertura 2008, el cual contó con 23.423 butacas, 4 camarines profesionales, 13 casetas para radio y televisión, más un marcador led de 70 m². Contó con iluminación de primer orden y es apto para competiciones FIFA, siendo sede de la Copa América 2015.
En la Copa América 2015, el coloso de Viña recibió a grandes jugadores tales como Lionel Messi, James Rodríguez, Radamel Falcao, entre otros tantos.

### Sede social

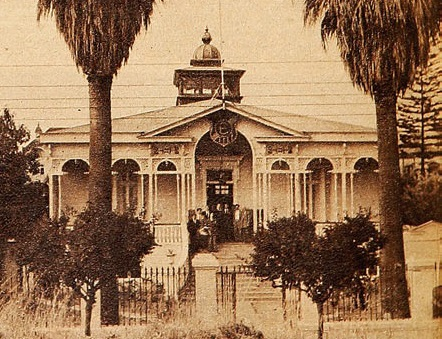
Antigua Sede ubicada hasta inicios de la década de 2010 en Viuana 161. Con la llegada de la SA, también llegó su venta.

La sede social de Everton se encontraba ubicada en calle Viana 161. Desde su creación el club ha tenido cuatro sedes siendo la primera de ellas Dos Norte entre 2 y 3 Poniente. Posteriormente el club se trasladó hasta calle Etchevers 138 y en 1945 a calle Valparaíso, hasta recalar finalmente en la actual sede la cual fue adquirida en 1949 gracias a la emisión de bonos entre los socios de club y el apoyo del empresariado viñamarino. A finales de 2015 la mítica sede de Viana es subastada debido a los malos negocios de los dirigentes del club, perdiendo de esta forma uno de los símbolos icónicos del club. Hoy por hoy e club no tiene sede fija y posee una tienda en el Boulevard Mall Marina Arauco.
En el último tiempo la dirigencia evertoniana ha planteado la necesidad de cambiar de sede al considerar que esta “ya cumplió su ciclo” y como una forma de obtener recursos. Como posible destino se ha mencionado un céntrico edificio ubicado en calle Valparaíso esquina Quinta o el propio Estadio Sausalito.
Debido a que el estadio fue considerada sede para algunos partidos de la Copa América 2015, que se realizaría en Chile, a partir de 2012 se cerró para su remodelación.
A mitad de 2024 la Corporación Everton tras largos años de lucha, consiguió nuevamente conseguir una sede social para albergar a las diferentes ramas deportivas y sus socios. Ubicada frente a la plaza México en 1 Norte, quedó con una ubicación privilegiada en el centro de la ciudad.

## Hinchada

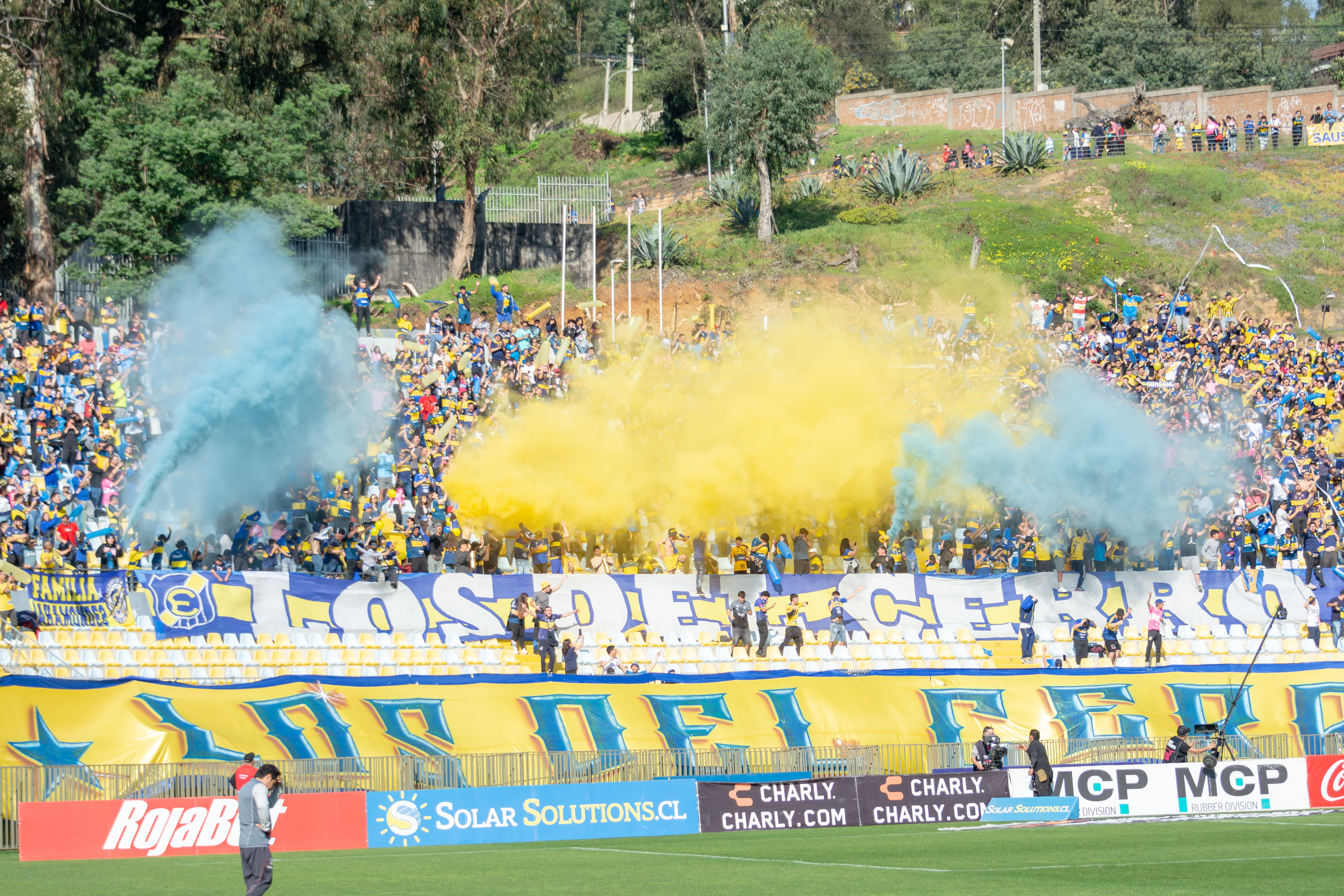
Barra «Los del Cerro»

Según un sondeo realizado en 2006 por el centro de estudio de los estilos de vida de los chilenos Chilescopio a 1.500 de las cuales 100 pertenecían a la Región de Valparaíso, Everton se posiciona como el sexto equipo con mayor cantidad de simpatías en el país con un 1% de la preferencia nacional. El mismo estudio efectuado en 2007 ratifica estos resultados ubicándolo nuevamente con un 1%. Por otra parte un estudio efectuado por mediática y la facultad de comunicaciones de la Universidad del Desarrollo a 603 personas de la Región Metropolitana de Santiago, lo posicionó como el séptimo club en número de simpatizantes con un 0,4% de las preferencias.
Los primeros grupos organizados de aficionados datan de la segunda mitad de la década de 1960, siendo el 2 de junio de 1969 fundada oficialmente la Barra Oficial de Everton denominada Los Ruleteros, la cual tuvo como primer presidente a Juan Lobos. Con el correr de los años, y a producto del quiebre entre miembros de la barra, fueron surgiendo diversos grupos paralelos a la barra oficial, siendo uno de los más importantes la barra Los del Cerro, formada en 2003, a la que se ha unido la mayor parte de la masa de simpatizantes del equipo.
Desde 2002 existe también la llamada Ruleteros Society fundada por el inglés John Shearon y cuya representación en Chile está a cargo de Luis Ramos Vivanco, exgerente de operaciones de Everton. Tiene como objetivo fomentar el acercamiento entre las aficiones de Everton de Viña del Mar y su símil de Liverpool. Entre otras iniciativas, este grupo realizó numerosas gestiones tendientes a programar en encuentro amistoso entre ambas instituciones con motivo del centenario del club viñamarino, el cual se concretó en agosto de 2010.

## Datos del club

### Torneos locales (1912-1943)
- Temporadas en 1.ª: 21 (1916-1933; 1936-1937; 1943)
- Temporadas en 3.ª: 4 (1912-1915)
- Mayor goleada obtenida:
  - En Primera División: 11-0 a Badminton el 26 de abril de 1925[22]
- Mayor goleada recibida:
  - En Primera División: 0-8 de Santiago Wanderers el 18 de abril de 1920[15]

### Torneos nacionales (1944-)
- Temporadas en 1.ª: 69 (1944-1972; 1975-1981; 1983-1995; 2000; 2004-2010; 2013-2013/14; 2016/17-Presente)
- Temporadas en 1.ªB: 14 (1973-1974; 1982; 1996-1999; 2001-2003; 2011-2012; 2014/15-2015/16)
- Mejor inicio de torneo: En 1976 estuvo 9 partidos invicto (6G y 3E), al igual que en 2017 (4G y 5E)
- Peor inicio de torneo: En 1972, no ganó en 9 encuentros (8P y 1E)
- Mayor racha de imbatibilidad: En 1982 (Segunda División) y 1985 (Primera División), 13 partidos invicto.
- Mejor campaña histórica en Primera División: En 1976 con 23 PG, 10 PE y 3 PP en 36 PJ (73,15% de rendimiento)
- Mejor campaña histórica en Copa Chile: En 2016 con 8 partidos invicto y un 83% de rendimiento.
- Peor puesto en Primera División: 21º (C-2007)
- Peor puesto en Primera División B: 12° (2015-16)
- Peor racha de partidos: En 2010, 14 partidos sin ganar.
- Mayor cantidad de partidos en un mes: 8 partidos, en mayo de 1993 y en noviembre de 2016.
- Mayor goleada obtenida:
  - En Copa Carlos Varela: 17-0 a Santiago Wanderers el 30 de abril de 1950[22]
- Mayor empate obtenido:
  - En Primera División: 5-5 con Deportes La Serena en C-2008
- Mayor goleada recibida:
  - En Primera División: 8-1 de Universidad de Chile el 2 de febrero de 1963[118] y Universidad Católica el 23 de julio de 1994[119]
  - En torneos internacionales: 6-2 de Chivas de Guadalajara en 2009
- Primer partido disputado en Sausalito: El 22 de septiembre de 1929, derrotando a Green Cross por 4-2.
- Máximo goleador: Daniel Escudero (123 goles)[120]
- Más partidos disputados: Domingo Sorace (473 partidos)[120]
- Más goles en un partido: José Giarrizzo (6 goles), el 23 de diciembre de 1961 contra Audax Italiano, en victoria por 7-2.[120]
- Jugador extranjero con más presencias: Maximiliano Cerato (196 partidos)
- Portero con más minutos seguidos sin goles recibidos: Jorge Cortés, 988 minutos (1985)[121]

### Participaciones internacionales
- Copa Libertadores de América: 3 (1977, 2009, 2022)
- Copa Sudamericana: 5 (2017, 2018, 2022, 2024, 2025)

### Récords del club
- Primer campeón de provincia (1950)
- Primer equipo en ganar en Argentina por Copa Libertadores de América (2009)
- Es el único equipo en Chile en ascender a Primera A, a pesar de salir sexto en la tabla de posiciones (2015-16)
- Es el único equipo de provincia que ha clasificado a Copa Libertadores de América en su edición masculina (1977), femenina (2009) y juvenil (2019)

## Registros
El chileno Daniel Escudero es actualmente el goleador histórico del club con 123 goles.
El chileno Domingo Sorace es el futbolista con más partidos disputados del club con 473.
Nota: Activo en la Institución.
| Goleadores         | Goleadores         | Goleadores         |                    | Presencias         | Presencias         | Presencias |
| ------------------ | ------------------ | ------------------ | ------------------ | ------------------ | ------------------ | ---------- |
| 1.                 | Daniel Escudero    | 123                | 1.                 | Domingo Sorace     | 473                |            |
| 2.                 | René Meléndez      | 119                | 2.                 | Guillermo Martínez | 419                |            |
| 3.                 | Leonardo Zamora    | 73                 | 3.                 | Leonel Contreras   | 355                |            |
| ver lista completa | ver lista completa | ver lista completa | ver lista completa | ver lista completa | ver lista completa |            |

### Distinciones

#### Goleadores: Primera División
| Jugador         | Goles | Torneo |
| --------------- | ----- | ------ |
| René Meléndez   | 30    | 1952   |
| Daniel Escudero | 25    | 1964   |
| Joel Estay      | 13    | 2005   |

#### Goleadores: Copa Chile
| Jugador         | Goles | Torneo |
| --------------- | ----- | ------ |
| Máximo Rolón    | 7     | 1958   |
| Leonardo Zamora | 8     | 1981   |

## Jugadores

René Meléndez en 1951. Meléndez es el segundo goleador histórico del club con 119 goles en 208 encuentros entre 1948 y 1956.

Desde su ingreso a los torneos oficiales de la Asociación Central de Fútbol en 1944, han sido más de 700 los futbolistas que han disputado al menos un encuentro oficial con la camiseta del primer equipo de Everton de Viña del Mar.
Entre ellos, el defensor Domingo Sorace es quien acumuló el mayor número de presencias con 473 encuentros oficiales entre 1975 y 1989, de los cuales 315 corresponden a torneos de Primera División, 22 a Segunda División, 2 a Copa Libertadores, 8 a Liguilla Pre-Libertadores y 126 a Copa Chile. Tras Domingo Sorace, Guillermo Martínez (419), Leonel Contreras (335) y Camilo Rozas (325) fueron los futbolistas que más partidos disputaron en la historia del club. En lo que respecta a los jugadores extranjeros que pasaron por la institución, el argentino Maximiliano Cerato posee el récord de encuentros jugados con 170 (19/10/2016) entre 2010 y 2016.
Por otra parte, Daniel Escudero es el máximo goleador en la historia de Everton por encuentros oficiales con 123 goles en 266 partidos entre 1962 y 1972, siendo escoltado en este apartado por René Meléndez quien convirtió en 119 oportunidades en 208 encuentros entre los años 1948 y 1956. Asimismo, Daniel Escudero y René Meléndez, junto a Joel Estay, son los únicos futbolistas del club en consagrarse como goleadores de un torneo de Primera División.
Adicionalmente, Everton ha contribuido con más de 30 futbolistas a la conformación de la selección de fútbol de Chile, que en su conjunto suman alrededor de 140 presentaciones en encuentros tipo A por «la Roja». El primer jugador de Everton en ser convocado al combinado nacional fue Carlos García Tello, quien entre los años 1926 y 1927 acumuló un total de 3 presentaciones. Por otro lado, René Meléndez es el futbolista que fue citado en más ocasiones mientras se desempeñaba en Everton, sumando 31 encuentros disputados entre los años 1954 y 1950 y 1957, siendo escoltando en este aspecto por Eladio Rojas, con 20 encuentros entre 1959 y 1962, y Leonel Contreras, quien sumó 10 presentaciones entre 1985 y 1989.

### Plantilla 2025
- Por disposición de la Asociación Nacional de Fútbol Profesional (ANFP), los equipos chilenos en la Liga de Primera están limitados a tener en su plantel un máximo de seis futbolistas extranjeros, más un juvenil extranjero inscrito en el fútbol formativo desde el año 2023.
- Por disposición de la ANFP, el número de las camisetas no puede sobrepasar al número de jugadores inscritos.
- Por disposición de la ANFP, el plantel debe utilizar al menos 1890 minutos a juveniles chilenos nacidos a partir del 1 de enero de 2004.

### Altas 2025
| Jugador            | Posición      | Procedencia          | Tipo            |
| ------------------ | ------------- | -------------------- | --------------- |
| Diego García       | Defensa       | Deportes Copiapó     | Libre           |
| Ramiro González    | Defensa       | Colo-Colo            | Libre           |
| Hugo Magallanes    | Defensa       | Racing               | Préstamo        |
| Raimundo Rebolledo | Defensa       | Unión La Calera      | Libre           |
| Byron Navarro      | Defensa       | Rangers              | Fin de préstamo |
| Enrique Serje      | Mediocampista | Jaguares             | Libre           |
| Joaquín Moya       | Mediocampista | Deportes Iquique     | Libre           |
| Lucas Soto         | Mediocampista | Colo-Colo            | Préstamo        |
| Rodrigo Piñeiro    | Delantero     | Vélez Sarsfield      | Préstamo        |
| Diego Hernández    | Delantero     | Botafogo             | Préstamo        |
| Alan Medina        | Delantero     | León                 | Préstamo        |
| Cristian Palacios  | Delantero     | Universidad de Chile | Libre           |
| Ignacio Ramírez    | Delantero     | Newell's Old Boys    | Préstamo        |
| Jugador            | Posición      | Procedencia          | Tipo            |
| Sergio Hernández   | Delantero     | Pachuca              | Préstamo        |
| Julián Alfaro      | Delantero     | Universidad de Chile | Préstamo        |
| Sebastián Sosa     | Delantero     | Racing               | Préstamo        |

### Bajas 2025
| Jugador             | Posición      | Destino              | Tipo                  |
| ------------------- | ------------- | -------------------- | --------------------- |
| Jorge Peña          | Portero       | Unión La Calera      | Fin de contrato       |
| Tomás Asta-Buruaga  | Defensa       | Universidad Católica | Fin de préstamo       |
| Eduardo Bauermann   | Defensa       | Pachuca              | Fin de contrato       |
| Felipe Campos       | Defensa       | Unión La Calera      | Fin de contrato       |
| Sebastián Pereira   | Defensa       | Unión Española       | Fin de contrato       |
| Gary Moya           | Mediocampista | Rangers              | Rescisión de contrato |
| Kevin Méndez        | Mediocampista | Chungnam Asan        | Fin de contrato       |
| Omar Fernández      | Delantero     | León                 | Fin de préstamo       |
| Braian Martínez     | Delantero     | Independiente        | Fin de préstamo       |
| Lautaro Pastrán     | Delantero     | Belgrano             | Fin de préstamo       |
| Leonardo Sequeira   | Delantero     | Huracán              | Traspaso              |
| Federico Martínez   | Delantero     | León                 | Fin de préstamo       |
| Rodrigo Contreras   | Delantero     | Deportes Antofagasta | Fin de préstamo       |
| Jonathan dos Santos | Delantero     | Artigas              | Rescisión de contrato |
| Jugador             | Posición      | Destino              | Tipo                  |
| Diego Hernández     | Delantero     | Botafogo             | Fin de préstamo       |
| Ignacio Ramírez     | Delantero     | Newell's Old Boys    | Fin de préstamo       |

### Préstamos 2025
| Jugador            | Posición      | Destino          | Retorno                 |
| ------------------ | ------------- | ---------------- | ----------------------- |
| Axl Ríos           | Mediocampista | Deportes Copiapó | 31 de diciembre de 2025 |
| Felipe Villagrán   | Mediocampista | Deportes Temuco  | 31 de diciembre de 2025 |
| Cristóbal Chadwick | Delantero     | Cuiabá           | ?                       |

## Entrenadores
Durante sus inicios, y a lo largo de gran parte de su época amateur, en Everton no existió formalmente el cargo de entrenador, siendo habitualmente la dirigencia o los propios futbolistas quienes cumplían la función de decidir el once inicial, así como escoger la táctica a utilizar. Sin embargo, hacia los años 1930, siguiendo la tendencia de otras instituciones, el club adoptó de manera oficial la figura de entrenador o director técnico, cuyo papel aumentó en importancia con el ingreso al certamen profesional de la ACF en 1944.
Entre los entrenadores que han dirigido a Everton a lo largo de su historia, destacan los nombres de Martín García, Pedro Morales, y Nelson Acosta, siendo los tres únicos que obtuvieron títulos de Primera División.
En 1948 el argentino Martín García, quien había sido futbolista del club hasta 1947, asumió la conducción técnica del primer equipo, en el marco de un proyecto impulsado por la dirigencia que buscó fortalecer las categorías inferiores y sobre la base de estas constituir el plantel profesional del club. Dos años más tarde, García llevó a Everton a obtener su primer campeonato de Primera División, marca que consiguió repetir en 1952. Adicionalmente, Martín García tiene a su haber el récord de mayor cantidad de encuentros dirigidos en competencias oficiales con 219, siendo escoltado en este apartado por Daniel Torres, quien dirigió un total de 142 encuentros en dos períodos, y Salvador Biondi con 134 partidos entre 1959 y 1963.
Otros nombres a considerar son los de Ramón Climent, Ricardo Contreras, Jorge Luis Siviero, Jorge Socías, quienes lograron ascender con el club, y Armando Tobar, este último vicecampeón del campeonato nacional y campeón de Copa Chile en 1984.

## Palmarés

### Amateurismo

#### Torneos locales
| Torneos locales          | Torneos locales | Torneos locales        |
| Competición              | Títulos         | Subcampeonatos         |
| ------------------------ | --------------- | ---------------------- |
| Liga de Valparaíso (2/4) | 1928, 1931      | 1924, 1925, 1927, 1929 |
| Copa Sporting (0/1)      |                 | 1915                   |

### Profesionalismo

#### Torneos nacionales
| Torneos nacionales                                           | Torneos nacionales       | Torneos nacionales         |
| Competición                                                  | Títulos                  | Subcampeonatos             |
| ------------------------------------------------------------ | ------------------------ | -------------------------- |
| Primera División de Chile (4/2)                              | 1950, 1952, 1976, 2008-A | 1977, 1985                 |
| Copa Chile (1/2)                                             | 1984                     | 2016, 2021                 |
| Segunda División de Chile/Primera B de Chile (1/4)           | 2003                     | 1974, 1982, 1997-A, 1997-C |
| Campeonato de Apertura de la Segunda División de Chile (1/0) | 1982                     |                            |

#### Torneos regionales
| Torneos regionales                                         | Torneos regionales | Torneos regionales |
| Competición                                                | Títulos            | Subcampeonatos     |
| ---------------------------------------------------------- | ------------------ | ------------------ |
| Sección Profesional de la Asociación de Viña del Mar (1/0) | 1944               |                    |

¹Participó con equipo alternativo, llamado Everton Royal en la competencia.

#### Reservas
- Torneo de Reservas (2): 1948, 1949

#### Copas no oficiales
- Copa Centenario Rotary International (1): 2023

### Torneos amistosos
| Torneos amistosos                 | Torneos amistosos | Torneos amistosos |
| Competición                       | Títulos           | Subcampeonatos    |
| --------------------------------- | ----------------- | ----------------- |
| Copa Torino (1/0)                 | 1950              |                   |
| Copa Viña del Mar (3/3)           | 1993, 1995, 2008  | 1992, 2005, 2009  |
| Copa Verschae (1/0)               | 1980              |                   |
| Copa Gato (0/1)                   |                   | 2003-V            |
| Copa de la Hermandad (0/1)        |                   | 2010              |
| Copa Construmart (0/1)            |                   | 2013              |
| Torneo de Verano Fox Sports (0/1) |                   | 2019              |

## Filiales

### Everton de Viña del Mar femenino
La filial en el fútbol femenino de Everton de Viña del Mar, denominada Everton de Viña del Mar femenino, fue fundada el 2 de febrero del 2003. En el primer torneo de fútbol femenino de Chile, realizado el año 2008, se titula campeón con 65 puntos, superando al equipo de la U. Chile que obtuvo 64 puntos, y en 2009 se tituló bicampeón de este mismo torneo.
Además, obtuvo en el 2009 un meritorio cuarto lugar en la primera Copa Libertadores Femenina 2009. Sin olvidar, por cierto, que se tituló campeón de la primera versión de la Copa Chile-Sernam, año 2009, venciendo en la final por 4 a 2 al representativo de Colo Colo.
El 2010 disputó la Copa Libertadores de América Femenina donde realizó una excelente participación llegando a la final de la Copa, cayendo por la cuenta mínima ante el actual campeón Santos en el minuto 89 de juego en un tiro libre.
En 2011 la final del campeonato femenino chileno se enfrenta nuevamente a Colo Colo siendo derrotado en un partido por las albas que terminaría con un 3-2 en el Estadio Monumental.
En 2014, la SADP Everton decidió terminar con la rama femenina. Ante eso, un grupo de apoderados, familiares, hinchas y amigos de Everton Femenino se organizaron en un nuevo club deportivo denominado "Deportes Viña del Mar Fútbol Femenino", institución que a través de un convenio suscrito con Everton SADP el 1 de marzo de 2015, gestiona y administra la rama femenina, dándole continuidad al proyecto deportivo y por sobre todo social que posee. Gracias al fútbol, numerosas niñas acceden al deporte de competencia y, tan o más importante que esto, a la educación superior, a través de los cupos deportivos.

## Otras ramas deportivas
Además del fútbol, Everton de Viña del Mar cuenta con un gran número de ramas deportivas, tanto a nivel amateur como semiprofesional, las cuales involucran a alrededor de 500 deportistas. Entre las secciones más destacadas se encuentra la de básquetbol, voleibol y patinaje artístico.

### Rama de atletismo
La rama de atletismo de Everton, fundada en 1911 gracias una reforma de los estatutos del club, fue desde su creación una de las más exitosas de la institución. De hecho, a partir de 1913 y hasta mediados de los años 1920, el atletismo constituyó la actividad principal de la institución por sobre el fútbol y el tenis.
Entre otros triunfos, la rama de atletismo a nivel de club se adjudicó el primer lugar del Campeonato Interciudades de Santiago en 1913, la Competencia Jackson en 1915 y en 1916, la Copa Juan Braun en 1919, el Trofeo Einar Rosenqvist en 1920 y la Olimpiada Atlética Nacional en 1923, mientras que a nivel individual, destacaron las participaciones de Rodolfo Hammersley, campeón sudamericano en 1910, y de Harald Rosenqvist, campeón sudamericano en 1919 en Montevideo de los 110 metros vallas, en 1920 en Santiago de los 110 y 200 metros vallas, quien adicionalmente obtuvo la medalla de bronce en los 200 metros vallas y en las pruebas de tiro durante el Campeonato Sudamericano de Montevideo en 1919.
Cabe destacar que a la edad de 15 años el expresidente Salvador Allende
, solicitó ser parte de la rama deportiva Oro y cielo.

### Rama de básquetbol
La Rama de básquetbol de Everton, al margen del fútbol, es una de las secciones deportivas más antiguas de la institución que aún se encuentran en funcionamiento. Fue fundada formalmente el 24 de junio de 1924 en Valparaíso por iniciativa de un grupo de aficionados al básquetbol, encabezados por Eduardo Proyott.
En 1934 la rama de básquetbol se trasladó a calle Viana 161 en Viña del Mar, comenzando de esta manera su participación en la Asociación de Básquetbol de dicha ciudad, de la que se consagró campeón por primera vez en 1956. En sus 84 años de historia, la mejor actuación de la rama de básquetbol de Everton aconteció en la temporada 1961, año en el que obtuvo los campeonatos oficiales en todas las categorías de Asociación de Viña del Mar.
Entre otros logros, Everton se alzó con el Torneo General en las temporadas 1960, 1961, 1967 y 1978, además de los campeonatos de Honor en 1956, 1967, 1969, 1970, 1972, 1982, 1984 y 1988, de Segunda División en 1961, 1967, 1978 y 1984, y de Tercera y Cuarta División en el año 1961. La sección femenina por su parte tiene entre sus mejores resultados la obtención de los campeonatos de Honor en 1983, 1988 y 1990. Adicionalmente, el club ha cosechado diversos títulos en las categorías juveniles, infantiles y sénior, tanto en la sección masculina como femenina.
Por otro lado, cabe mencionar el hecho de que en 1956, Everton se transformó en el primer club de básquetbol de Chile en organizar una escuela para la práctica de este deporte, al fundar la Escuela José Gómez, nombre escogido en conmemoración al entrenador y dirigente de la rama en esos momentos, el 1 de octubre de ese mismo año.
En el año 2008 la rama de básquetbol de Everton, bajo la conducción técnica de Nelson Martínez Navia, participó en el campeonato Centro-Sur de la División Mayor del Básquetbol de Chile (DIMAYOR), en el que debutó el 5 de abril de 2008 frente a USACH con resultado de 80-62 favorable a Everton. Cerró su participación el 18 de mayo, cuando cayó derrotado ante USACH por 61-62, finalizando en el séptimo puesto del Grupo Centro.
Finalmente, Everton se incorporó oficialmente a la División Mayor del Básquetbol de Chile (DIMAYOR) en 2009, debutando el 18 de abril de ese mismo año frente a Liceo Mixto de Los Andes con derrota de 72 a 92.

## Rivalidades
Durante los primeros años tras su fundación, Everton no contaba con un rival definido, y es que Santiago Wanderers tenía una rivalidad directa con La Cruz Football Club. Sin embargo, la profesionalización de ambos equipos fue derivando hacia la rivalidad que se mantiene hasta la actualidad.

### Clásico porteño
- Actualizado al 24 de agosto de 2022. Tras la oficialización de la ANFP de considerar profesional la Asociación Porteña de Fútbol.

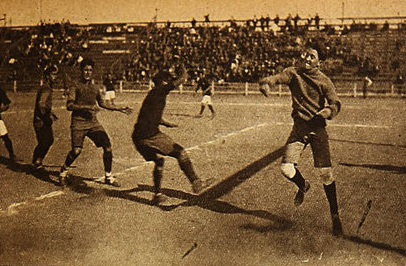
Clásico Porteño durante el amateurismo.

El rival tradicional de Everton es Santiago Wanderers de Valparaíso, frente al que disputa el Clásico Porteño. Los primeros enfrentamientos ambos clubes datan de los años 1910, periodo en el cual Everton ingresó a la Football Association of Chile. La rivalidad con el club caturro comenzó a gestarse hacia la segunda mitad de los años 1930 y se vio intensificada con el traslado de Everton a Viña del Mar. El primer encuentro en el fútbol profesional aconteció el 9 de julio de 1944 con triunfo de Everton por 2 tantos a 0.
En las décadas siguientes existió una paridad casi absoluta entre ambos equipos registrándose entre 1944 y 1972 65 encuentros por Primera División con 24 triunfos de Everton y 23 de Wanderers. Esta tendencia comenzó a romperse durante la década de los años 1970, en la cual Everton consiguió una racha de 7 victorias consecutivas, lo que le valió lograr una ventaja en el balance histórico que mantiene hasta la actualidad.
En total por la serie de honor se han enfrentado en 103 oportunidades. Everton ganó en 39 y Wanderers en 34, finalizando los 30 encuentros restantes en empate.
Considerando todo tipo de enfrentamientos oficiales, es decir, partidos disputados en el profesionalismo a partir de 1943 (incluyese Copa Chile, Campeonatos de Apertura y Campeonatos de la liga local profesional) han jugado 157 veces con 64 triunfos de Everton y 50 de Wanderers. Consiguiendo una ventaja de 14 partidos a favor de los viñamarinos. 
| Everton de Viña del Mar | 64  |
| Empates                 | 43  |
| Santiago Wanderers      | 50  |
| Total                   | 157 |